# Lista siturilor arheologice din județul Botoșani - M
Lista siturilor arheologice din județul Botoșani - M conține toate siturile arheologice din județul Botoșani înscrise în Repertoriul Arheologic Național (RAN) și aflate în localități al căror nume începe cu litera M. RAN este administrat de Ministerul Culturii și Patrimoniului Național și cuprinde date științifice, cartografice, topografice, imagini și planuri, precum și orice alte informații privitoare la zonele cu potențial arheologic, studiate sau nu, încă existente sau dispărute.
Puteți căuta un sit din localitățile care încep cu litera M folosind formularul de mai jos sau puteți naviga prin toate siturile din județ la Lista siturilor arheologice din județul Botoșani.
| Cod RAN                                  | Denumire | Localitate                              | Adresă                               | Datare                                                      | Descoperit                                      | Coordonate                                    | Imagine           | Erori            |
| ---------------------------------------- | --- | --------------------------------------- | ------------------------------------ | ----------------------------------------------------------- | ----------------------------------------------- | --------------------------------------------- | ----------------- | ---------------- |
| 38385.02.01 (Cod LMI: BT-I-m-A-01812.02) | Situl arheologic de la Mitoc - Malu Galben / ansamblu anonim (Categorie: locuire civilă) (Tip: așezare deschisă)                                                          | sat Mitoc, comuna Mitoc                 | Malul Galben                         | Aurignacian/Gravetian aprox. 38.000-20.000 ani              | N. N. Moroșan 1938                              | 48°05′52″N 27°01′26″E / 48.09772°N 27.02383°E | Încărcați imagine | Raportați eroare |
| 38385.02.02 (Cod LMI: BT-I-m-A-01812.01) | Situl arheologic de la Mitoc - Malu Galben / ansamblu anonim (Categorie: locuire civilă) (Tip: așezare deschisă)                                                          | sat Mitoc, comuna Mitoc                 | Malul Galben                         | Noua aprox. 1500/1400-1150 ani                              | N. N. Moroșan 1938                              | 48°05′52″N 27°01′26″E / 48.09772°N 27.02383°E | Încărcați imagine | Raportați eroare |
| 38385.02.03 (Cod LMI: BT-I-s-A-01812)    | Situl arheologic de la Mitoc - Malu Galben / ansamblu anonim (Categorie: locuire civilă) (Tip: așezare deschisă)                                                          | sat Mitoc, comuna Mitoc                 | Malul Galben                         | Gravetian                                                   | N. N. Moroșan 1938                              | 48°05′52″N 27°01′26″E / 48.09772°N 27.02383°E | Încărcați imagine | Raportați eroare |
| 38385.02.04 (Cod LMI: BT-I-s-A-01812)    | Situl arheologic de la Mitoc - Malu Galben / ansamblu anonim (Categorie: locuire civilă) (Tip: așezare deschisă)                                                          | sat Mitoc, comuna Mitoc                 | Malul Galben                         |                                                             | N. N. Moroșan 1938                              | 48°05′52″N 27°01′26″E / 48.09772°N 27.02383°E | Încărcați imagine | Raportați eroare |
| 38385.02.05 (Cod LMI: BT-I-s-A-01812)    | Situl arheologic de la Mitoc - Malu Galben / ansamblu anonim (Categorie: locuire civilă) (Tip: așezare deschisă)                                                          | sat Mitoc, comuna Mitoc                 | Malul Galben                         | Cucuteni aprox. 4.500- 3.500 ani                            | N. N. Moroșan 1938                              | 48°05′52″N 27°01′26″E / 48.09772°N 27.02383°E | Încărcați imagine | Raportați eroare |
| 37967.15.01 (Cod LMI: BT-I-s-B-01802)    | Valul de pământ din epoca migrațiilor de la Manoleasa - Valul din Moldova de Sus / ansamblu anonim (Categorie: fortificație) (Tip: Fortificație cu val de pământ și șanț) | sat Manoleasa, comuna Manoleasa         | Valul din Moldova de Sus             | Sântana de Mureș - Cerneahov sec. IV - V p. Chr.            | 1908 1870                                       | 48°00′24″N 27°06′32″E / 48.00661°N 27.10889°E | Încărcați imagine | Raportați eroare |
| 36710.01.01 (Cod LMI: BT-I-s-B-01803)    | Situl arheologic de la Mateieni - Staniște / ansamblu anonim (Categorie: locuire civilă) (Tip: Așezare)                                                                   | sat Mateieni, comuna Dimăcheni          | Staniște                             | Cucuteni - A-B și B                                         | E. Moscalu 1987                                 | 47°54′48″N 26°35′03″E / 47.91321°N 26.58407°E | Încărcați imagine | Raportați eroare |
| 36710.01.02 (Cod LMI: BT-I-s-B-01803)    | Situl arheologic de la Mateieni - Staniște / ansamblu anonim (Categorie: locuire civilă) (Tip: Așezare)                                                                   | sat Mateieni, comuna Dimăcheni          | Staniște                             | Horodiștea-Gordinești aprox.3.500-2.500 ani                 | E. Moscalu 1987                                 | 47°54′48″N 26°35′03″E / 47.91321°N 26.58407°E | Încărcați imagine | Raportați eroare |
| 35802.01.01 (Cod LMI: BT-I-s-B-01804)    | Așezarea de epoca bronzului timpuriu de la Mănăstirea Doamnei - Baisa / ansamblu anonim (Categorie: locuire civilă) (Tip: Așezare)                                        | sat Mânăstirea Doamnei, comuna Curtești | Baisa                                | Horodiștea-Gordinești aprox.3.500-2.500 ani                 | P. Șadurschi 1990                               | 47°43′42″N 26°37′16″E / 47.72845°N 26.62115°E | Încărcați imagine | Raportați eroare |
| 39578.01.01 (Cod LMI: BT-I-s-B-01805)    | Așezarea La Tène târzie de la Mănăstireni - Strâmba / ansamblu anonim (Categorie: locuire civilă) (Tip: Așezare deschisă)                                                 | sat Mânăstireni, comuna Unțeni          | Strâmba                              | Daci liberi sec. II - III                                   | A. Păunescu, P. Șadurschi, V. Chirica 1976      | 47°49′30″N 26°47′11″E / 47.82496°N 26.78646°E | Încărcați imagine | Raportați eroare |
| 38250.02.01 (Cod LMI: BT-I-s-B-01808)    | Movila din Dealul Șleahului de la Mihălășeni / ansamblu anonim (Categorie: descoperire funerară) (Tip: Movilă)                                                            | sat Mihălășeni, comuna Mihălășeni       | Movila din Dealul Șleahului          |                                                             | A. Păunescu, P. Șadurschi, V. Chirica 1972-1975 | 47°53′36″N 27°06′59″E / 47.89347°N 27.11636°E | Încărcați imagine | Raportați eroare |
| 38651.01.01 (Cod LMI: BT-I-m-B-01809.04) | Situl arheologic de la Miorcani - Duruitoare / ansamblu anonim (Categorie: locuire civilă) (Tip: Așezare)                                                                 | sat Miorcani, comuna Rădăuți-Prut       | Duruitoare                           | Cucuteni - A și B1                                          | prof. Arcadie Mihăescu 1973                     | 48°12′37″N 26°52′07″E / 48.21038°N 26.86874°E | Încărcați imagine | Raportați eroare |
| 38651.01.02 (Cod LMI: BT-I-m-B-01809.02) | Situl arheologic de la Miorcani - Duruitoare / ansamblu anonim (Categorie: locuire civilă) (Tip: Așezare)                                                                 | sat Miorcani, comuna Rădăuți-Prut       | Duruitoare                           | Horodiștea-Gordinești aprox.3.500-2.500 ani                 | prof. Arcadie Mihăescu 1973                     | 48°12′37″N 26°52′07″E / 48.21038°N 26.86874°E | Încărcați imagine | Raportați eroare |
| 38651.01.03 (Cod LMI: BT-I-m-B-01809.01) | Situl arheologic de la Miorcani - Duruitoare / ansamblu anonim (Categorie: locuire civilă) (Tip: Așezare)                                                                 | sat Miorcani, comuna Rădăuți-Prut       | Duruitoare                           | Noua aprox. 1500/1400-1150 ani                              | prof. Arcadie Mihăescu 1973                     | 48°12′37″N 26°52′07″E / 48.21038°N 26.86874°E | Încărcați imagine | Raportați eroare |
| 38651.03.02 (Cod LMI: BT-I-m-B-01810.02) | Situl arheologic de la Miorcani - Pârâul Morii / ansamblu anonim (Categorie: locuire civilă) (Tip: Așezare)                                                               | sat Miorcani, comuna Rădăuți-Prut       | Pârâul Morii                         | Noua aprox. 1500/1400-1150 ani                              | M. Bitiri 1961                                  | 48°11′45″N 26°53′44″E / 48.19586°N 26.89552°E | Încărcați imagine | Raportați eroare |
| 38651.03.03 (Cod LMI: BT-I-m-B-01810.01) | Situl arheologic de la Miorcani - Pârâul Morii / ansamblu anonim (Categorie: locuire civilă) (Tip: Așezare)                                                               | sat Miorcani, comuna Rădăuți-Prut       | Pârâul Morii                         | Daci liberi sec. II-III                                     | M. Bitiri 1961                                  | 48°11′45″N 26°53′44″E / 48.19586°N 26.89552°E | Încărcați imagine | Raportați eroare |
| 38651.03.01 (Cod LMI: BT-I-s-B-01810)    | Situl arheologic de la Miorcani - Pârâul Morii / ansamblu anonim (Categorie: locuire civilă) (Tip: Așezare)                                                               | sat Miorcani, comuna Rădăuți-Prut       | Pârâul Morii                         |                                                             | M. Bitiri 1961                                  | 48°11′45″N 26°53′44″E / 48.19586°N 26.89552°E | Încărcați imagine | Raportați eroare |
| 38651.03.04 (Cod LMI: BT-I-s-B-01810)    | Situl arheologic de la Miorcani - Pârâul Morii / ansamblu anonim (Categorie: locuire civilă) (Tip: Așezare)                                                               | sat Miorcani, comuna Rădăuți-Prut       | Pârâul Morii                         |                                                             | M. Bitiri 1961                                  | 48°11′45″N 26°53′44″E / 48.19586°N 26.89552°E | Încărcați imagine | Raportați eroare |
| 38385.01.01 (Cod LMI: BT-I-m-B-01811.05) | Situl arheologic de la Mitoc - Valea Izvorului / ansamblu anonim (Categorie: locuire civilă) (Tip: Așezare)                                                               | sat Mitoc, comuna Mitoc                 | Valea Izvorului                      | Musterian aprox. 65.000-38.000/40.000-35.000 ani            | N. N. Moroșan 1938                              | 48°05′35″N 27°01′03″E / 48.09309°N 27.01757°E | Încărcați imagine | Raportați eroare |
| 38385.01.02 (Cod LMI: BT-I-m-B-01811.02) | Situl arheologic de la Mitoc - Valea Izvorului / ansamblu anonim (Categorie: locuire civilă) (Tip: Așezare)                                                               | sat Mitoc, comuna Mitoc                 | Valea Izvorului                      | Aurignacian aprox. 38.000-27.000/25.000 ani                 | N. N. Moroșan 1938                              | 48°05′35″N 27°01′03″E / 48.09309°N 27.01757°E | Încărcați imagine | Raportați eroare |
| 38385.01.03 (Cod LMI: BT-I-m-B-01811.01) | Situl arheologic de la Mitoc - Valea Izvorului / ansamblu anonim (Categorie: locuire civilă) (Tip: Așezare)                                                               | sat Mitoc, comuna Mitoc                 | Valea Izvorului                      | Tardenoisian aprox. 8.500-6.500 ani                         | N. N. Moroșan 1938                              | 48°05′35″N 27°01′03″E / 48.09309°N 27.01757°E | Încărcați imagine | Raportați eroare |
| 38385.01.04 (Cod LMI: BT-I-m-B-01811.03) | Situl arheologic de la Mitoc - Valea Izvorului / ansamblu anonim (Categorie: locuire civilă) (Tip: Așezare)                                                               | sat Mitoc, comuna Mitoc                 | Valea Izvorului                      | Cucuteni - B                                                | N. N. Moroșan 1938                              | 48°05′35″N 27°01′03″E / 48.09309°N 27.01757°E | Încărcați imagine | Raportați eroare |
| 38385.01.05 (Cod LMI: BT-I-m-B-01811.04) | Situl arheologic de la Mitoc - Valea Izvorului / ansamblu anonim (Categorie: locuire civilă) (Tip: Așezare)                                                               | sat Mitoc, comuna Mitoc                 | Valea Izvorului                      | getică                                                      | N. N. Moroșan 1938                              | 48°05′35″N 27°01′03″E / 48.09309°N 27.01757°E | Încărcați imagine | Raportați eroare |
| 38385.01.06 (Cod LMI: BT-I-s-B-01811)    | Situl arheologic de la Mitoc - Valea Izvorului / ansamblu anonim (Categorie: locuire civilă) (Tip: așezare deschisă)                                                      | sat Mitoc, comuna Mitoc                 | Valea Izvorului                      | Sântana de Mureș - Cerneahov sec. IV-V                      | N. N. Moroșan 1938                              | 48°05′35″N 27°01′03″E / 48.09309°N 27.01757°E | Încărcați imagine | Raportați eroare |
| 38385.01.07 (Cod LMI: BT-I-s-B-01811)    | Situl arheologic de la Mitoc - Valea Izvorului / ansamblu anonim (Categorie: locuire civilă) (Tip: așezare deschisă)                                                      | sat Mitoc, comuna Mitoc                 | Valea Izvorului                      | Suceava-Drumul Național sec. VIII-IX                        | N. N. Moroșan 1938                              | 48°05′35″N 27°01′03″E / 48.09309°N 27.01757°E | Încărcați imagine | Raportați eroare |
| 38385.01.08 (Cod LMI: BT-I-s-B-01811)    | Situl arheologic de la Mitoc - Valea Izvorului / ansamblu anonim (Categorie: locuire civilă) (Tip: așezare deschisă)                                                      | sat Mitoc, comuna Mitoc                 | Valea Izvorului                      |                                                             | N. N. Moroșan 1938                              | 48°05′35″N 27°01′03″E / 48.09309°N 27.01757°E | Încărcați imagine | Raportați eroare |
| 38385.03.01 (Cod LMI: BT-I-m-B-01813.04) | Situl arheologic de la Mitoc - Pârâul lui Istrate / ansamblu anonim (Categorie: locuire civilă) (Tip: Așezare)                                                            | sat Mitoc, comuna Mitoc                 | Pârâul lui Istrate                   | Aurignacian - A aprox. 38.000-27.000/25.000 ani             | N. N. Moroșan 1938                              | 48°05′07″N 27°01′37″E / 48.08539°N 27.02708°E | Încărcați imagine | Raportați eroare |
| 38385.03.02 (Cod LMI: BT-I-m-B-01813.03) | Situl arheologic de la Mitoc - Pârâul lui Istrate / ansamblu anonim (Categorie: locuire civilă) (Tip: așezare deschisă)                                                   | sat Mitoc, comuna Mitoc                 | Pârâul lui Istrate                   | Gravetian aprox. 28.000/27.000-20.000 ani                   | N. N. Moroșan 1938                              | 48°05′07″N 27°01′37″E / 48.08539°N 27.02708°E | Încărcați imagine | Raportați eroare |
| 38385.03.03 (Cod LMI: BT-I-m-B-01813.01) | Situl arheologic de la Mitoc - Pârâul lui Istrate / ansamblu anonim (Categorie: locuire civilă) (Tip: Așezare)                                                            | sat Mitoc, comuna Mitoc                 | Pârâul lui Istrate                   | Cucuteni - A3                                               | N. N. Moroșan 1938                              | 48°05′07″N 27°01′37″E / 48.08539°N 27.02708°E | Încărcați imagine | Raportați eroare |
| 38385.03.04 (Cod LMI: BT-I-m-B-01813.02) | Situl arheologic de la Mitoc - Pârâul lui Istrate / ansamblu anonim (Categorie: locuire civilă) (Tip: Necropolă plană)                                                    | sat Mitoc, comuna Mitoc                 | Pârâul lui Istrate                   | Noua                                                        | N. N. Moroșan 1938                              | 48°05′07″N 27°01′37″E / 48.08539°N 27.02708°E | Încărcați imagine | Raportați eroare |
| 38385.03.05 (Cod LMI: BT-I-m-B-01813.05) | Situl arheologic de la Mitoc - Pârâul lui Istrate / ansamblu anonim (Categorie: locuire civilă) (Tip: Așezare deschisă)                                                   | sat Mitoc, comuna Mitoc                 | Pârâul lui Istrate                   | Noua aprox. 1500/1400-1150 ani                              | N. N. Moroșan 1938                              | 48°05′07″N 27°01′37″E / 48.08539°N 27.02708°E | Încărcați imagine | Raportați eroare |
| 38385.03.06 (Cod LMI: BT-I-s-B-01813)    | Situl arheologic de la Mitoc - Pârâul lui Istrate / ansamblu anonim (Categorie: locuire civilă) (Tip: așezare deschisă)                                                   | sat Mitoc, comuna Mitoc                 | Pârâul lui Istrate                   | Sântana de Mureș - Cerneahov sec. IV-V                      | N. N. Moroșan 1938                              | 48°05′07″N 27°01′37″E / 48.08539°N 27.02708°E | Încărcați imagine | Raportați eroare |
| 38385.03.07 (Cod LMI: BT-I-s-B-01813)    | Situl arheologic de la Mitoc - Pârâul lui Istrate / ansamblu anonim (Categorie: locuire civilă) (Tip: așezare deschisă)                                                   | sat Mitoc, comuna Mitoc                 | Pârâul lui Istrate                   |                                                             | N. N. Moroșan 1938                              | 48°05′07″N 27°01′37″E / 48.08539°N 27.02708°E | Încărcați imagine | Raportați eroare |
| 39480.01.01 (Cod LMI: BT-I-m-B-01806.02) | Situl arheologic de la Mândrești - Coasta Jijiei / ansamblu anonim (Categorie: locuire civilă) (Tip: Așezare deschisă)                                                    | sat Mândrești, comuna Ungureni          | Coasta Jijiei                        | Gravettian aprox. 28.000/27.000-20.000 ani                  | M. Petrescu-Dîmbovița 1953                      | 47°54′16″N 26°44′53″E / 47.90447°N 26.7481°E  | Încărcați imagine | Raportați eroare |
| 39480.01.02 (Cod LMI: BT-I-m-B-01806.01) | Situl arheologic de la Mândrești - Coasta Jijiei / ansamblu anonim (Categorie: locuire civilă) (Tip: Așezare deschisă)                                                    | sat Mândrești, comuna Ungureni          | Coasta Jijiei                        | Noua aprox. 1500/1400-1150 ani                              | M. Petrescu-Dîmbovița 1953                      | 47°54′16″N 26°44′53″E / 47.90447°N 26.7481°E  | Încărcați imagine | Raportați eroare |
| 36550.01.01 (Cod LMI: BT-I-s-B-01814)    | Tumulul de perioadă necunoscută de la Movileni - "Dealul Cuzoaia" / ansamblu anonim (Categorie: descoperire funerară) (Tip: Tumul)                                        | sat Movileni, comuna Concești           | Dealul Cuzoaia                       |                                                             | A. Păunescu, P. Șadurschi, V. Chirica 1973      | 48°07′12″N 26°37′10″E / 48.12012°N 26.61935°E | Încărcați imagine | Raportați eroare |
| 37645.01.01                              | Situl arheologic de la Moara Jorii - Pe Grind / ansamblu anonim (Categorie: locuire civilă) (Tip: Așezare deschisă)                                                       | sat Moara Jorii, comuna Hănești         | Pe Grind                             | Cucuteni - A                                                | N. Zaharia 1955                                 | 47°52′47″N 27°01′59″E / 47.87973°N 27.03292°E | Încărcați imagine | Raportați eroare |
| 37645.01.02                              | Situl arheologic de la Moara Jorii - Pe Grind / ansamblu anonim (Categorie: locuire civilă) (Tip: Așezare deschisă)                                                       | sat Moara Jorii, comuna Hănești         | Pe Grind                             | Noua aprox. 1500/1400-1150 ani                              | N. Zaharia 1955                                 | 47°52′47″N 27°01′59″E / 47.87973°N 27.03292°E | Încărcați imagine | Raportați eroare |
| 37645.01.03                              | Situl arheologic de la Moara Jorii - Pe Grind / ansamblu anonim (Categorie: locuire civilă) (Tip: Așezare deschisă)                                                       | sat Moara Jorii, comuna Hănești         | Pe Grind                             |                                                             | N. Zaharia 1955                                 | 47°52′47″N 27°01′59″E / 47.87973°N 27.03292°E | Încărcați imagine | Raportați eroare |
| 37645.01.04                              | Situl arheologic de la Moara Jorii - Pe Grind / ansamblu anonim (Categorie: locuire civilă) (Tip: Așezare)                                                                | sat Moara Jorii, comuna Hănești         | Pe Grind                             | Sântana de Mureș - Cerneahov sec. IV - V                    | N. Zaharia 1955                                 | 47°52′47″N 27°01′59″E / 47.87973°N 27.03292°E | Încărcați imagine | Raportați eroare |
| 37645.01.05                              | Situl arheologic de la Moara Jorii - Pe Grind / ansamblu anonim (Categorie: locuire civilă) (Tip: Așezare)                                                                | sat Moara Jorii, comuna Hănești         | Pe Grind                             | Prodana-Bârlad sec. XIII-XIV                                | N. Zaharia 1955                                 | 47°52′47″N 27°01′59″E / 47.87973°N 27.03292°E | Încărcați imagine | Raportați eroare |
| 37645.01.06                              | Situl arheologic de la Moara Jorii - Pe Grind / ansamblu anonim (Categorie: locuire civilă) (Tip: așezare deschisă)                                                       | sat Moara Jorii, comuna Hănești         | Pe Grind                             | Daci liberi sec. II-III                                     | N. Zaharia 1955                                 | 47°52′47″N 27°01′59″E / 47.87973°N 27.03292°E | Încărcați imagine | Raportați eroare |
| 38330.01.01                              | Movila Piscul Mare de la Mileanca / ansamblu anonim (Categorie: descoperire funerară) (Tip: Movilă)                                                                       | sat Mileanca, comuna Mileanca           | Movila Piscul Mare                   |                                                             | A. Păunescu, P. Șadurschi, V. Chirica 1973      | 48°06′03″N 26°42′21″E / 48.10078°N 26.70581°E | Încărcați imagine | Raportați eroare |
| 38385.04.01                              | Situl arheologic de la Mitoc - Cotul Mic / ansamblu anonim (Categorie: locuire civilă) (Tip: Așezare)                                                                     | sat Mitoc, comuna Mitoc                 | Cotul Mic                            |                                                             | N.N. Moroșan 1927                               | 48°07′44″N 27°00′55″E / 48.12897°N 27.01539°E | Încărcați imagine | Raportați eroare |
| 38385.04.02                              | Situl arheologic de la Mitoc - Cotul Mic / ansamblu anonim (Categorie: locuire civilă) (Tip: Așezare)                                                                     | sat Mitoc, comuna Mitoc                 | Cotul Mic                            | Cucuteni - B                                                | N.N. Moroșan 1927                               | 48°07′44″N 27°00′55″E / 48.12897°N 27.01539°E | Încărcați imagine | Raportați eroare |
| 38385.04.03                              | Situl arheologic de la Mitoc - Cotul Mic / ansamblu anonim (Categorie: locuire civilă) (Tip: Așezare)                                                                     | sat Mitoc, comuna Mitoc                 | Cotul Mic                            | Horodiștea-Gordinești aprox.3.500-2.500 ani                 | N.N. Moroșan 1927                               | 48°07′44″N 27°00′55″E / 48.12897°N 27.01539°E | Încărcați imagine | Raportați eroare |
| 38385.04.04                              | Situl arheologic de la Mitoc - Cotul Mic / ansamblu anonim (Categorie: locuire civilă) (Tip: Așezare)                                                                     | sat Mitoc, comuna Mitoc                 | Cotul Mic                            | Sântana de Mureș - Cerneahov sec. IV - V                    | N.N. Moroșan 1927                               | 48°07′44″N 27°00′55″E / 48.12897°N 27.01539°E | Încărcați imagine | Raportați eroare |
| 38624.02.01                              | Situl arheologic de la Miletin - Cap Iaz / ansamblu anonim (Categorie: locuire civilă) (Tip: Așezare deschisă)                                                            | sat Miletin, comuna Prăjeni             | Cap Iaz                              | Noua aprox. 1500/1400-1150 ani                              | P. Șadurschi, N. Ursulescu 1985-1987            | 47°28′02″N 27°04′23″E / 47.4673°N 27.07319°E  | Încărcați imagine | Raportați eroare |
| 38624.02.02                              | Situl arheologic de la Miletin - Cap Iaz / ansamblu anonim (Categorie: locuire civilă) (Tip: Așezare)                                                                     | sat Miletin, comuna Prăjeni             | Cap Iaz                              | Sântana de Mureș - Cerneahov sec. IV - V                    | P. Șadurschi, N. Ursulescu 1985-1987            | 47°28′02″N 27°04′23″E / 47.4673°N 27.07319°E  | Încărcați imagine | Raportați eroare |
| 38624.02.03                              | Situl arheologic de la Miletin - Cap Iaz / ansamblu anonim (Categorie: locuire civilă) (Tip: Așezare)                                                                     | sat Miletin, comuna Prăjeni             | Cap Iaz                              |                                                             | P. Șadurschi, N. Ursulescu 1985-1987            | 47°28′02″N 27°04′23″E / 47.4673°N 27.07319°E  | Încărcați imagine | Raportați eroare |
| 38651.02.01                              | Situl arheologic de la Miorcani - Zamca / ansamblu anonim (Categorie: fortificație) (Tip: Așezare)                                                                        | sat Miorcani, comuna Rădăuți-Prut       | Zamca                                | Musterian aprox. 65.000-38.000/40.000-35.000 ani            | 1908 1870                                       | 48°10′14″N 26°53′16″E / 48.17051°N 26.8878°E  | Încărcați imagine | Raportați eroare |
| 38651.02.02                              | Situl arheologic de la Miorcani - Zamca / ansamblu anonim (Categorie: fortificație) (Tip: Așezare)                                                                        | sat Miorcani, comuna Rădăuți-Prut       | Zamca                                | Cucuteni - B                                                | 1908 1870                                       | 48°10′14″N 26°53′16″E / 48.17051°N 26.8878°E  | Încărcați imagine | Raportați eroare |
| 38651.02.03                              | Situl arheologic de la Miorcani - Zamca / ansamblu anonim (Categorie: fortificație) (Tip: Așezare)                                                                        | sat Miorcani, comuna Rădăuți-Prut       | Zamca                                | Sântana de Mureș - Cerneahov sec. IV - V                    | 1908 1870                                       | 48°10′14″N 26°53′16″E / 48.17051°N 26.8878°E  | Încărcați imagine | Raportați eroare |
| 38651.02.04                              | Situl arheologic de la Miorcani - Zamca / ansamblu anonim (Categorie: fortificație) (Tip: Fortificție)                                                                    | sat Miorcani, comuna Rădăuți-Prut       | Zamca                                | sec. XVII - XVIII                                           | 1908 1870                                       | 48°10′14″N 26°53′16″E / 48.17051°N 26.8878°E  | Încărcați imagine | Raportați eroare |
| 38651.04.01                              | Așezarea din epoca bronzului de la Miorcani - Treuci / ansamblu anonim (Categorie: locuire civilă) (Tip: Așezare)                                                         | sat Miorcani, comuna Rădăuți-Prut       | Treuci                               | Noua aprox. 1500/1400-1150 ani                              | prof. Arcadie Mihăescu 1973                     | 48°12′50″N 26°50′03″E / 48.21383°N 26.83409°E | Încărcați imagine | Raportați eroare |
| 38651.05.01                              | Situl arheologic de la Miorcani - Pustoaia / ansamblu anonim (Categorie: locuire civilă) (Tip: Așezare deschisă)                                                          | sat Miorcani, comuna Rădăuți-Prut       | Pustoaia                             | Tardenoasian - Tip Ripiceni-Erbiceni aprox. 8.500-6.500 ani | prof. Arcadie Mihăescu 1973                     | 48°11′11″N 26°46′56″E / 48.18626°N 26.78215°E | Încărcați imagine | Raportați eroare |
| 38651.05.02                              | Situl arheologic de la Miorcani - Pustoaia / ansamblu anonim (Categorie: locuire civilă) (Tip: Așezare)                                                                   | sat Miorcani, comuna Rădăuți-Prut       | Pustoaia                             | Cucuteni aprox. 4.500- 3.500 ani                            | prof. Arcadie Mihăescu 1973                     | 48°11′11″N 26°46′56″E / 48.18626°N 26.78215°E | Încărcați imagine | Raportați eroare |
| 38651.05.03                              | Situl arheologic de la Miorcani - Pustoaia / ansamblu anonim (Categorie: locuire civilă) (Tip: Așezare deschisă)                                                          | sat Miorcani, comuna Rădăuți-Prut       | Pustoaia                             | getică aprox. 450-300 ani                                   | prof. Arcadie Mihăescu 1973                     | 48°11′11″N 26°46′56″E / 48.18626°N 26.78215°E | Încărcați imagine | Raportați eroare |
| 38651.05.04                              | Situl arheologic de la Miorcani - Pustoaia / ansamblu anonim (Categorie: locuire civilă) (Tip: Așezare)                                                                   | sat Miorcani, comuna Rădăuți-Prut       | Pustoaia                             | Suceava-Drumul Național sec. VIII-IX                        | prof. Arcadie Mihăescu 1973                     | 48°11′11″N 26°46′56″E / 48.18626°N 26.78215°E | Încărcați imagine | Raportați eroare |
| 39480.02.01                              | Așezarea Cucuteni de la Mândrești - Podul lui Anton / ansamblu anonim (Categorie: locuire civilă) (Tip: Așezare fortificată)                                              | sat Mândrești, comuna Ungureni          | Podul lui Anton                      | Cucuteni - A-B                                              | A. Crâșmaru 1970                                | 47°54′16″N 26°45′23″E / 47.90456°N 26.75646°E | Încărcați imagine | Raportați eroare |
| 39818.01.01                              | Situl arheologic de la Miron Costin - Gura Botezei / ansamblu anonim (Categorie: locuire civilă) (Tip: Așezare deschisă)                                                  | sat Miron Costin, comuna Vlăsinești     | Gura Botezei                         | Geto-dacică sec. II a. Chr. - sec. II p. Chr.               | F. Aprotosoaie 1974                             | 47°56′12″N 26°56′48″E / 47.93665°N 26.94673°E | Încărcați imagine | Raportați eroare |
| 39818.01.02                              | Situl arheologic de la Miron Costin - Gura Botezei / ansamblu anonim (Categorie: locuire civilă) (Tip: Așezare deschisă)                                                  | sat Miron Costin, comuna Vlăsinești     | Gura Botezei                         | Daci liberi sec. II-III                                     | F. Aprotosoaie 1974                             | 47°56′12″N 26°56′48″E / 47.93665°N 26.94673°E | Încărcați imagine | Raportați eroare |
| 39818.01.03                              | Situl arheologic de la Miron Costin - Gura Botezei / ansamblu anonim (Categorie: locuire civilă) (Tip: Așezare deschisă)                                                  | sat Miron Costin, comuna Vlăsinești     | Gura Botezei                         | sec. XVI - XVII                                             | F. Aprotosoaie 1974                             | 47°56′12″N 26°56′48″E / 47.93665°N 26.94673°E | Încărcați imagine | Raportați eroare |
| 36186.01.02                              | Situl arheologic de la Mășcătenii - La Biserică / ansamblu anonim (Categorie: locuire civilă) (Tip: Așezare)                                                              | sat Mășcăteni, comuna Albești           | La Biserică                          | Noua aprox. 1500/1400-1150 ani                              | Ion Nestor și colaboratorii 1952                | 47°43′21″N 27°02′24″E / 47.72253°N 27.03993°E | Încărcați imagine | Raportați eroare |
| 36186.01.03                              | Situl arheologic de la Mășcătenii - La Biserică / ansamblu anonim (Categorie: locuire civilă) (Tip: Așezare)                                                              | sat Mășcăteni, comuna Albești           | La Biserică                          | Sântana de Mureș - Cerneahov sec. IV - V                    | Ion Nestor și colaboratorii 1952                | 47°43′21″N 27°02′24″E / 47.72253°N 27.03993°E | Încărcați imagine | Raportați eroare |
| 36186.01.04                              | Situl arheologic de la Mășcătenii - La Biserică / ansamblu anonim (Categorie: locuire civilă) (Tip: Așezare)                                                              | sat Mășcăteni, comuna Albești           | La Biserică                          |                                                             | Ion Nestor și colaboratorii 1952                | 47°43′21″N 27°02′24″E / 47.72253°N 27.03993°E | Încărcați imagine | Raportați eroare |
| 36186.01.01                              | Situl arheologic de la Mășcătenii - La Biserică / ansamblu anonim (Categorie: locuire civilă) (Tip: așezare)                                                              | sat Mășcăteni, comuna Albești           | La Biserică                          | Cucuteni aprox. 4.500- 3.500 ani                            | Ion Nestor și colaboratorii 1952                | 47°43′21″N 27°02′24″E / 47.72253°N 27.03993°E | Încărcați imagine | Raportați eroare |
| 36186.02.01                              | Situl arheologic de la Mășcăteni-Vatra satului / ansamblu anonim (Categorie: locuire civilă) (Tip: Așezare)                                                               | sat Mășcăteni, comuna Albești           | Vatra satului                        | Noua aprox. 1500/1400-1150 ani                              | Ion Nestor și colaboratorii 1952                | 47°42′50″N 27°02′19″E / 47.71394°N 27.03864°E | Încărcați imagine | Raportați eroare |
| 36186.02.02                              | Situl arheologic de la Mășcăteni-Vatra satului / ansamblu anonim (Categorie: locuire civilă) (Tip: Așezare)                                                               | sat Mășcăteni, comuna Albești           | Vatra satului                        |                                                             | Ion Nestor și colaboratorii 1952                | 47°42′50″N 27°02′19″E / 47.71394°N 27.03864°E | Încărcați imagine | Raportați eroare |
| 36186.02.03                              | Situl arheologic de la Mășcăteni-Vatra satului / ansamblu anonim (Categorie: locuire civilă) (Tip: Așezare)                                                               | sat Mășcăteni, comuna Albești           | Vatra satului                        |                                                             | Ion Nestor și colaboratorii 1952                | 47°42′50″N 27°02′19″E / 47.71394°N 27.03864°E | Încărcați imagine | Raportați eroare |
| 36186.02.04                              | Situl arheologic de la Mășcăteni-Vatra satului / ansamblu anonim (Categorie: locuire civilă) (Tip: Așezare)                                                               | sat Mășcăteni, comuna Albești           | Vatra satului                        | sec. II - III                                               | Ion Nestor și colaboratorii 1952                | 47°42′50″N 27°02′19″E / 47.71394°N 27.03864°E | Încărcați imagine | Raportați eroare |
| 36186.02.05                              | Situl arheologic de la Mășcăteni-Vatra satului / ansamblu anonim (Categorie: locuire civilă) (Tip: Așezare)                                                               | sat Mășcăteni, comuna Albești           | Vatra satului                        |                                                             | Ion Nestor și colaboratorii 1952                | 47°42′50″N 27°02′19″E / 47.71394°N 27.03864°E | Încărcați imagine | Raportați eroare |
| 36186.03.01                              | Situl arheologic de la Mășcăteni-Capul Dealului / ansamblu anonim (Categorie: locuire civilă) (Tip: Așezare)                                                              | sat Mășcăteni, comuna Albești           | Capul Dealului                       | Noua aprox. 1500/1400-1150 ani                              | A. Nițu, Z. Székely 1951                        | 47°42′47″N 27°02′56″E / 47.71299°N 27.04888°E | Încărcați imagine | Raportați eroare |
| 36186.03.02                              | Situl arheologic de la Mășcăteni-Capul Dealului / ansamblu anonim (Categorie: locuire civilă) (Tip: Așezare)                                                              | sat Mășcăteni, comuna Albești           | Capul Dealului                       | Corlăteni-Chișinău aprox. 1.200-800 ani                     | A. Nițu, Z. Székely 1951                        | 47°42′47″N 27°02′56″E / 47.71299°N 27.04888°E | Încărcați imagine | Raportați eroare |
| 36186.03.04                              | Situl arheologic de la Mășcăteni-Capul Dealului / ansamblu anonim (Categorie: locuire civilă) (Tip: Așezare)                                                              | sat Mășcăteni, comuna Albești           | Capul Dealului                       | Sântana de Mureș - Cerneahov sec. IV-V                      | A. Nițu, Z. Székely 1951                        | 47°42′47″N 27°02′56″E / 47.71299°N 27.04888°E | Încărcați imagine | Raportați eroare |
| 36186.03.03                              | Situl arheologic de la Mășcăteni-Capul Dealului / ansamblu anonim (Categorie: locuire civilă) (Tip: așezare)                                                              | sat Mășcăteni, comuna Albești           | Capul Dealului                       | dacilor liberi sec. II - III                                | A. Nițu, Z. Székely 1951                        | 47°42′47″N 27°02′56″E / 47.71299°N 27.04888°E | Încărcați imagine | Raportați eroare |
| 36550.02.01                              | Necropola de epoca migrațiilor de la Movileni-Valea Hârtopului / ansamblu anonim (Categorie: descoperire funerară) (Tip: Necropolă)                                       | sat Movileni, comuna Concești           | Valea Hârtopului                     | Sântana de Mureș - Cerneahov sec. IV - V                    | prof. Chirica Bețianu 1974                      | 48°08′01″N 26°36′28″E / 48.13364°N 26.60771°E | Încărcați imagine | Raportați eroare |
| 36710.02.01                              | Așezarea de epocă medieval timpurie de la Mateieni-Dealul Țarnă / ansamblu anonim (Categorie: locuire civilă) (Tip: Așezare)                                              | sat Mateieni, comuna Dimăcheni          | Dealul Țarnă                         | Dridu sec. IX - XI                                          | înv. Gimiga Alexandru 1974                      | 47°54′34″N 26°35′54″E / 47.90947°N 26.59823°E | Încărcați imagine | Raportați eroare |
| 36710.03.01                              | Situl arheologic de la Mateieni-Via Mateienilor / ansamblu anonim (Categorie: locuire civilă) (Tip: Așezare)                                                              | sat Mateieni, comuna Dimăcheni          | Via Mateienilor                      | Cucuteni aprox. 4.500- 3.500 ani                            | Eugen Comșa 1949                                | 47°55′24″N 26°34′40″E / 47.92331°N 26.57772°E | Încărcați imagine | Raportați eroare |
| 36710.03.02                              | Situl arheologic de la Mateieni-Via Mateienilor / ansamblu anonim (Categorie: locuire civilă) (Tip: Așezare)                                                              | sat Mateieni, comuna Dimăcheni          | Via Mateienilor                      |                                                             | Eugen Comșa 1949                                | 47°55′24″N 26°34′40″E / 47.92331°N 26.57772°E | Încărcați imagine | Raportați eroare |
| 36710.04.01                              | Situl arheologic de la Mateieni-Curtea Școlii Generale / ansamblu anonim (Categorie: locuire civilă) (Tip: Așezare)                                                       | sat Mateieni, comuna Dimăcheni          | Curtea Școlii Generale               | Noua aprox. 1500/1400-1150 ni                               | înv. Gimiga Alexandru 1970-1971                 | 47°55′10″N 26°35′40″E / 47.91937°N 26.59434°E | Încărcați imagine | Raportați eroare |
| 36710.04.02                              | Situl arheologic de la Mateieni-Curtea Școlii Generale / ansamblu anonim (Categorie: locuire civilă) (Tip: Așezare)                                                       | sat Mateieni, comuna Dimăcheni          | Curtea Școlii Generale               | Corlăteni - Chișinău aprox. 1.200-800 ani                   | înv. Gimiga Alexandru 1970-1971                 | 47°55′10″N 26°35′40″E / 47.91937°N 26.59434°E | Încărcați imagine | Raportați eroare |
| 36710.04.03                              | Situl arheologic de la Mateieni-Curtea Școlii Generale / ansamblu anonim (Categorie: locuire civilă) (Tip: așezare)                                                       | sat Mateieni, comuna Dimăcheni          | Curtea Școlii Generale               | Horodiștea-Gordinești aprox.3.500-2.500 ani                 | înv. Gimiga Alexandru 1970-1971                 | 47°55′10″N 26°35′40″E / 47.91937°N 26.59434°E | Încărcați imagine | Raportați eroare |
| 36710.04.04                              | Situl arheologic de la Mateieni-Curtea Școlii Generale / ansamblu anonim (Categorie: locuire civilă) (Tip: așezare)                                                       | sat Mateieni, comuna Dimăcheni          | Curtea Școlii Generale               | Cututeni - B                                                | înv. Gimiga Alexandru 1970-1971                 | 47°55′10″N 26°35′40″E / 47.91937°N 26.59434°E | Încărcați imagine | Raportați eroare |
| 37155.01.01                              | Movilă la Murguța - Dealul Murguța I / ansamblu anonim (Categorie: descoperire funerară) (Tip: Tumul)                                                                     | sat Murguța, comuna Dobârceni           | Dealul Murguța I                     |                                                             | A. Păunescu, P. Șadurschi, V. Chirica 1973      | 47°49′45″N 27°07′04″E / 47.82907°N 27.11778°E | Încărcați imagine | Raportați eroare |
| 36863.01.01                              | Așezarea din epoca migrațiilor de la Mihail Kogălniceanu-Iazul Marcului / ansamblu anonim (Categorie: locuire civilă) (Tip: Așezare)                                      | sat Mihail Kogălniceanu, comuna Coțușca | Iazul Marcului                       | Sântana de Mureș - Cerneahov sec. IV - V                    | A. Crâșmaru 1973                                | 48°03′32″N 26°50′51″E / 48.05888°N 26.84762°E | Încărcați imagine | Raportați eroare |
| 37645.02.01                              | Situl arheologic de la Moara Jorii - Holm / ansamblu anonim (Categorie: locuire civilă) (Tip: Așezare)                                                                    | sat Moara Jorii, comuna Hănești         | Holm                                 | Cucuteni - A-B și B                                         | F. Aprotosoaie 1970-1972                        | 47°53′42″N 27°01′41″E / 47.8949°N 27.02797°E  | Încărcați imagine | Raportați eroare |
| 37645.02.02                              | Situl arheologic de la Moara Jorii - Holm / ansamblu anonim (Categorie: locuire civilă) (Tip: Așezare deschisă)                                                           | sat Moara Jorii, comuna Hănești         | Holm                                 |                                                             | F. Aprotosoaie 1970-1972                        | 47°53′42″N 27°01′41″E / 47.8949°N 27.02797°E  | Încărcați imagine | Raportați eroare |
| 37645.03.01                              | Situl arheologic de la Moara Jorii - Pe Podiș / ansamblu anonim (Categorie: locuire civilă) (Tip: Așezare)                                                                | sat Moara Jorii, comuna Hănești         | Pe Podiș                             | Cucuteni - B                                                | F. Aprotosoaie 1970-1972                        | 47°54′13″N 27°01′31″E / 47.90373°N 27.0252°E  | Încărcați imagine | Raportați eroare |
| 37645.03.02                              | Situl arheologic de la Moara Jorii - Pe Podiș / ansamblu anonim (Categorie: locuire civilă) (Tip: Așezare deschisă)                                                       | sat Moara Jorii, comuna Hănești         | Pe Podiș                             | Noua aprox. 1500/1400-1150 ani                              | F. Aprotosoaie 1970-1972                        | 47°54′13″N 27°01′31″E / 47.90373°N 27.0252°E  | Încărcați imagine | Raportați eroare |
| 37645.03.03                              | Situl arheologic de la Moara Jorii - Pe Podiș / ansamblu anonim (Categorie: locuire civilă) (Tip: așezare deschisă)                                                       | sat Moara Jorii, comuna Hănești         | Pe Podiș                             | sec. XVII-XVIII                                             | F. Aprotosoaie 1970-1972                        | 47°54′13″N 27°01′31″E / 47.90373°N 27.0252°E  | Încărcați imagine | Raportați eroare |
| 37645.04.01                              | Situl arheologic de la Moara Jorii - La Cazacu / ansamblu anonim (Categorie: locuire civilă) (Tip: Așezare)                                                               | sat Moara Jorii, comuna Hănești         | La Cazacu                            | Cucuteni - A, A-B și B                                      | N. Zaharia și Em. Zaharia 1955                  | 47°53′47″N 27°01′03″E / 47.8963°N 27.01742°E  | Încărcați imagine | Raportați eroare |
| 37645.04.02                              | Situl arheologic de la Moara Jorii - La Cazacu / ansamblu anonim (Categorie: locuire civilă) (Tip: așezare deschisă)                                                      | sat Moara Jorii, comuna Hănești         | La Cazacu                            | Horodiștea-Gordinești aprox.3.500-2.500 ani                 | N. Zaharia și Em. Zaharia 1955                  | 47°53′47″N 27°01′03″E / 47.8963°N 27.01742°E  | Încărcați imagine | Raportați eroare |
| 37645.04.03                              | Situl arheologic de la Moara Jorii - La Cazacu / ansamblu anonim (Categorie: locuire civilă) (Tip: așezare deschisă)                                                      | sat Moara Jorii, comuna Hănești         | La Cazacu                            | Noua aprox. 1500/1400-1150 ani                              | N. Zaharia și Em. Zaharia 1955                  | 47°53′47″N 27°01′03″E / 47.8963°N 27.01742°E  | Încărcați imagine | Raportați eroare |
| 37645.04.04                              | Situl arheologic de la Moara Jorii - La Cazacu / ansamblu anonim (Categorie: locuire civilă) (Tip: așezare deschisă)                                                      | sat Moara Jorii, comuna Hănești         | La Cazacu                            | Corlăteni-Chișinău aprox. 1.200-800 ani                     | N. Zaharia și Em. Zaharia 1955                  | 47°53′47″N 27°01′03″E / 47.8963°N 27.01742°E  | Încărcați imagine | Raportați eroare |
| 37814.01.01                              | Așezarea Cucuteni de la Mlenăuți - Dealul Morii / ansamblu anonim (Categorie: locuire civilă) (Tip: Așezare)                                                              | sat Mlenăuți, comuna Hudești            | Dealul Morii                         | Cucuteni aprox. 4.500- 3.500 ani                            | prof. Gh. Toma 1974                             | 48°05′41″N 26°32′40″E / 48.09486°N 26.54457°E | Încărcați imagine | Raportați eroare |
| 37967.01.01                              | Așezarea paleolitică de la Manoleasa - La Pod / ansamblu anonim (Categorie: locuire civilă) (Tip: Așezare deschisă)                                                       | sat Manoleasa, comuna Manoleasa         | La Pod                               | Aurignacian aprox. 38.000-27.000/25.000 ani                 | N. Zaharia 1961                                 | 47°58′43″N 27°05′51″E / 47.97868°N 27.09753°E | Încărcați imagine | Raportați eroare |
| 37967.02.01                              | Așezarea paleolitică de la Manoleasa - Malul Galben / ansamblu anonim (Categorie: locuire civilă) (Tip: Așezare deschisă)                                                 | sat Manoleasa, comuna Manoleasa         | Malul Galben                         |                                                             | N. Zaharia 1955                                 | 47°58′55″N 27°06′21″E / 47.98183°N 27.10587°E | Încărcați imagine | Raportați eroare |
| 37967.03.01                              | Situl arheologic de la Manoleasa - La Boul Roșu / ansamblu anonim (Categorie: locuire civilă) (Tip: Așezare)                                                              | sat Manoleasa, comuna Manoleasa         | La Boul Roșu                         |                                                             | N. Zaharia 1955                                 | 47°58′09″N 27°06′51″E / 47.9691°N 27.11427°E  | Încărcați imagine | Raportați eroare |
| 37967.03.02                              | Situl arheologic de la Manoleasa - La Boul Roșu / ansamblu anonim (Categorie: locuire civilă) (Tip: Așezare)                                                              | sat Manoleasa, comuna Manoleasa         | La Boul Roșu                         | Cucuteni aprox. 4.500- 3.500 ani                            | N. Zaharia 1955                                 | 47°58′09″N 27°06′51″E / 47.9691°N 27.11427°E  | Încărcați imagine | Raportați eroare |
| 37967.04.01                              | Situl arheologic de la Manoleasa - Râpa de la Bulgărie / ansamblu anonim (Categorie: locuire civilă) (Tip: Așezare deschisă)                                              | sat Manoleasa, comuna Manoleasa         | Râpa de la Bulgărie                  |                                                             | N. Zaharia 1955                                 | 47°58′24″N 27°06′51″E / 47.97337°N 27.11405°E | Încărcați imagine | Raportați eroare |
| 37967.04.02                              | Situl arheologic de la Manoleasa - Râpa de la Bulgărie / ansamblu anonim (Categorie: locuire civilă) (Tip: Așezare)                                                       | sat Manoleasa, comuna Manoleasa         | Râpa de la Bulgărie                  | Cucuteni - A                                                | N. Zaharia 1955                                 | 47°58′24″N 27°06′51″E / 47.97337°N 27.11405°E | Încărcați imagine | Raportați eroare |
| 38027.01.01                              | Situl arheologic de la Manoleasa-Prut - Valea Hotarului / ansamblu anonim (Categorie: locuire civilă) (Tip: Așezare)                                                      | sat Manoleasa-Prut, comuna Manoleasa    | Valea Hotarului                      | aprox. 28.000/27.000-20.000 ani                             | N. N. Moroșan 1927                              | 48°00′07″N 27°05′58″E / 48.00206°N 27.09941°E | Încărcați imagine | Raportați eroare |
| 38027.01.03                              | Situl arheologic de la Manoleasa-Prut - Valea Hotarului / ansamblu anonim (Categorie: locuire civilă) (Tip: Așezare)                                                      | sat Manoleasa-Prut, comuna Manoleasa    | Valea Hotarului                      | Noua                                                        | N. N. Moroșan 1927                              | 48°00′07″N 27°05′58″E / 48.00206°N 27.09941°E | Încărcați imagine | Raportați eroare |
| 38027.01.02                              | Situl arheologic de la Manoleasa-Prut - Valea Hotarului / ansamblu anonim (Categorie: locuire civilă) (Tip: Așezare)                                                      | sat Manoleasa-Prut, comuna Manoleasa    | Valea Hotarului                      | Cucuteni - A aprox. 4.500- 4000 ani                         | N. N. Moroșan 1927                              | 48°00′07″N 27°05′58″E / 48.00206°N 27.09941°E | Încărcați imagine | Raportați eroare |
| 38027.01.04                              | Situl arheologic de la Manoleasa-Prut - Valea Hotarului / ansamblu anonim (Categorie: locuire civilă) (Tip: Așezare)                                                      | sat Manoleasa-Prut, comuna Manoleasa    | Valea Hotarului                      |                                                             | N. N. Moroșan 1927                              | 48°00′07″N 27°05′58″E / 48.00206°N 27.09941°E | Încărcați imagine | Raportați eroare |
| 37495.01.01                              | Movila Tomești de la Mihai Eminescu / ansamblu anonim (Categorie: locuire civilă) (Tip: Movilă)                                                                           | sat Mihai Eminescu, comuna Gorbănești   | Movila Tomești                       |                                                             | O. L. Șovan 2009                                | 47°48′26″N 26°49′32″E / 47.80717°N 26.82559°E | Încărcați imagine | Raportați eroare |
| 37814.02.01                              | Movila de la Mlenăuți - la Vest de Sat / ansamblu anonim (Categorie: descoperire funerară) (Tip: Tumul)                                                                   | sat Mlenăuți, comuna Hudești            | Movila de la Vest de Sat             |                                                             | prof. C. Jacotă și Gh. Toma 1975                | 48°07′24″N 26°28′55″E / 48.12343°N 26.482°E   | Încărcați imagine | Raportați eroare |
| 38027.02.01                              | Așezarea paleolitică de la Manoleasa-Prut - La Holm / ansamblu anonim (Categorie: locuire) (Tip: Așezare deschisă)                                                        | sat Manoleasa-Prut, comuna Manoleasa    | La Holm                              | Aurignacian superior aprox. 38.000-27.000/25.000 ani        | N. N. Moroșan 1927                              | 48°00′26″N 27°05′13″E / 48.00715°N 27.08694°E | Încărcați imagine | Raportați eroare |
| 38027.02.02                              | Așezarea paleolitică de la Manoleasa-Prut - La Holm / ansamblu anonim (Categorie: locuire) (Tip: așezare)                                                                 | sat Manoleasa-Prut, comuna Manoleasa    | La Holm                              | gravettian aprox. 28.000/27.000-20.000 ani                  | N. N. Moroșan 1927                              | 48°00′26″N 27°05′13″E / 48.00715°N 27.08694°E | Încărcați imagine | Raportați eroare |
| 38170.01.01                              | Așezarea medievală de la Mihăileni - Seliștea Veche / ansamblu anonim (Categorie: locuire civilă) (Tip: Așezare)                                                          | sat Mihăileni, comuna Mihăileni         | Seliștea Veche                       |                                                             | 1908 1870                                       | 47°58′43″N 26°09′21″E / 47.97872°N 26.15576°E | Încărcați imagine | Raportați eroare |
| 38170.02.01                              | Movila de la Mihăileni - Dealul Mihăileni / ansamblu anonim (Categorie: descoperire funerară) (Tip: Tumul)                                                                | sat Mihăileni, comuna Mihăileni         | Movila din Dealul Mihăileni          |                                                             | 2009                                            | 47°58′29″N 26°08′48″E / 47.97476°N 26.14673°E | Încărcați imagine | Raportați eroare |
| 38250.03.01 (Cod LMI: BT-I-s-B-01807)    | Situl arheologic de la Mihălășeni - Lipovanu / ansamblu anonim (Categorie: locuire civilă) (Tip: Așezare)                                                                 | sat Mihălășeni, comuna Mihălășeni       | Lipovanu                             | Musterian? aprox. 65.000-38.000/40.000-35.000 ani           | N. Zaharia 1955                                 | 47°52′41″N 27°05′22″E / 47.87811°N 27.08947°E | Încărcați imagine | Raportați eroare |
| 38250.03.02 (Cod LMI: BT-I-s-B-01807)    | Situl arheologic de la Mihălășeni - Lipovanu / ansamblu anonim (Categorie: locuire civilă) (Tip: Așezare)                                                                 | sat Mihălășeni, comuna Mihălășeni       | Lipovanu                             | Horodiștea-Gordinești aprox.3.500-2.500 ani                 | N. Zaharia 1955                                 | 47°52′41″N 27°05′22″E / 47.87811°N 27.08947°E | Încărcați imagine | Raportați eroare |
| 38250.03.03 (Cod LMI: BT-I-m-B-01807.04) | Situl arheologic de la Mihălășeni - Lipovanu / ansamblu anonim (Categorie: locuire civilă) (Tip: Așezare)                                                                 | sat Mihălășeni, comuna Mihălășeni       | Lipovanu                             | Noua aprox. 1500/1400-1150 ani                              | N. Zaharia 1955                                 | 47°52′41″N 27°05′22″E / 47.87811°N 27.08947°E | Încărcați imagine | Raportați eroare |
| 38250.03.04 (Cod LMI: BT-I-m-B-01807.03) | Situl arheologic de la Mihălășeni - Lipovanu / ansamblu anonim (Categorie: locuire civilă) (Tip: Așezare)                                                                 | sat Mihălășeni, comuna Mihălășeni       | Lipovanu                             |                                                             | N. Zaharia 1955                                 | 47°52′41″N 27°05′22″E / 47.87811°N 27.08947°E | Încărcați imagine | Raportați eroare |
| 38250.03.05 (Cod LMI: BT-I-m-B-01807.01) | Situl arheologic de la Mihălășeni - Lipovanu / ansamblu anonim (Categorie: locuire civilă) (Tip: Așezare)                                                                 | sat Mihălășeni, comuna Mihălășeni       | Lipovanu                             | Sântana de Mureș - Cerneahov sec. IV - V                    | N. Zaharia 1955                                 | 47°52′41″N 27°05′22″E / 47.87811°N 27.08947°E | Încărcați imagine | Raportați eroare |
| 38250.03.06 (Cod LMI: BT-I-s-B-01807)    | Situl arheologic de la Mihălășeni - Lipovanu / ansamblu anonim (Categorie: locuire civilă) (Tip: Așezare deschisă)                                                        | sat Mihălășeni, comuna Mihălășeni       | Lipovanu                             | Cucuteni                                                    | N. Zaharia 1955                                 | 47°52′41″N 27°05′22″E / 47.87811°N 27.08947°E | Încărcați imagine | Raportați eroare |
| 38250.03.07 (Cod LMI: BT-I-s-B-01807)    | Situl arheologic de la Mihălășeni - Lipovanu / ansamblu anonim (Categorie: locuire civilă) (Tip: Necropolă plană)                                                         | sat Mihălășeni, comuna Mihălășeni       | Lipovanu                             | Sântana de Mureș - Cerneahov                                | N. Zaharia 1955                                 | 47°52′41″N 27°05′22″E / 47.87811°N 27.08947°E | Încărcați imagine | Raportați eroare |
| 38250.04.01                              | Așezarea medieval târzie de la Mihălășeni - În săliște / ansamblu anonim (Categorie: locuire civilă) (Tip: Așezare)                                                       | sat Mihălășeni, comuna Mihălășeni       | În săliște                           | sec. XVIII                                                  | N. Zaharia 1955                                 | 47°52′53″N 27°02′50″E / 47.88146°N 27.04719°E | Încărcați imagine | Raportați eroare |
| 38250.05.01                              | Movila Mihălășeni Nord-Vest de la Mihălășeni / ansamblu anonim (Categorie: descoperire funerară) (Tip: Tumul)                                                             | sat Mihălășeni, comuna Mihălășeni       | Movila Mihălășeni Nord-Vest          |                                                             | O.L. Șovan 2009                                 | 47°53′39″N 27°02′52″E / 47.89407°N 27.04766°E | Încărcați imagine | Raportați eroare |
| 38250.06.01                              | Movila La Vie de la Mihălășeni / ansamblu anonim (Categorie: descoperire funerară) (Tip: Tumul)                                                                           | sat Mihălășeni, comuna Mihălășeni       | Movila La Vie                        |                                                             | O. L. Șovan 2000                                | 47°53′25″N 27°03′55″E / 47.89017°N 27.06522°E | Încărcați imagine | Raportați eroare |
| 38250.01.01                              | Movila din Dealul Popoaia de la Mihălășeni / ansamblu anonim (Categorie: locuire civilă) (Tip: Movilă)                                                                    | sat Mihălășeni, comuna Mihălășeni       | Movila din Dealul Popoaia            |                                                             | O. L. Șovan 2009                                | 47°53′55″N 27°07′55″E / 47.89866°N 27.13197°E | Încărcați imagine | Raportați eroare |
| 38330.02.01                              | Situl arheologic de la Mileanca - Holban / ansamblu anonim (Categorie: locuire civilă) (Tip: Așezare deschisă)                                                            | sat Mileanca, comuna Mileanca           | Holban                               |                                                             | I. Ioniță și A. Laszló 1972                     | 48°06′05″N 26°40′32″E / 48.10131°N 26.67566°E | Încărcați imagine | Raportați eroare |
| 38330.02.02                              | Situl arheologic de la Mileanca - Holban / ansamblu anonim (Categorie: locuire civilă) (Tip: Necropolă plană)                                                             | sat Mileanca, comuna Mileanca           | Holban                               |                                                             | I. Ioniță și A. Laszló 1972                     | 48°06′05″N 26°40′32″E / 48.10131°N 26.67566°E | Încărcați imagine | Raportați eroare |
| 38330.03.01                              | Movila din Dealul Piscului de la Mileanca / ansamblu anonim (Categorie: descoperire funerară) (Tip: Tumul)                                                                | sat Mileanca, comuna Mileanca           | Movila din Dealul Piscului           |                                                             | A. Păunescu, P. Șadurschi, V. Chirica 1973      | 48°05′53″N 26°42′38″E / 48.09819°N 26.71049°E | Încărcați imagine | Raportați eroare |
| 38330.04.01                              | Movila La Bulhacul Popii de la Mileanca / ansamblu anonim (Categorie: descoperire funerară) (Tip: Tumul)                                                                  | sat Mileanca, comuna Mileanca           | Movila La Bulhacul Popii             |                                                             | A. Păunescu, P. Șadurschi, V. Chirica 1973      | 48°05′55″N 26°43′25″E / 48.09856°N 26.7237°E  | Încărcați imagine | Raportați eroare |
| 38330.05.01                              | Movila La Balan I de la Mileanca / ansamblu anonim (Categorie: descoperire funerară) (Tip: Tumul)                                                                         | sat Mileanca, comuna Mileanca           | Movila La Balan I                    |                                                             | A. Păunescu, P. Șadurschi, V. Chirica 1973      | 48°05′47″N 26°43′30″E / 48.09647°N 26.72504°E | Încărcați imagine | Raportați eroare |
| 38385.06.01                              | Așezarea de epocă paleolitică de la Mitoc - La Pichet / ansamblu anonim (Categorie: locuire civilă) (Tip: Așezare deschisă)                                               | sat Mitoc, comuna Mitoc                 | La Pichet                            | Gravetian aprox. 28.000/27.000-20.000 ani                   | Grigore Ștefănescu 1885                         | 48°07′20″N 27°01′42″E / 48.12216°N 27.0282°E  | Încărcați imagine | Raportați eroare |
| 38385.07.01                              | Așezarea paleolitică de la Mitoc - La Mori / ansamblu anonim (Categorie: locuire civilă) (Tip: Așezare)                                                                   | sat Mitoc, comuna Mitoc                 | La Mori                              | Gravetian aprox. 28.000/27.000-20.000 ani                   | N. N. Moroșan 1938                              | 48°06′19″N 27°02′01″E / 48.10523°N 27.0337°E  | Încărcați imagine | Raportați eroare |
| 38385.08.01                              | Situl arheologic de la Mitoc - La Pisc / ansamblu anonim (Categorie: locuire civilă) (Tip: Așezare)                                                                       | sat Mitoc, comuna Mitoc                 | La Pisc                              |                                                             | N. Zaharia 1955                                 | 48°05′43″N 27°01′19″E / 48.09537°N 27.02197°E | Încărcați imagine | Raportați eroare |
| 38385.08.02                              | Situl arheologic de la Mitoc - La Pisc / ansamblu anonim (Categorie: locuire civilă) (Tip: Așezare)                                                                       | sat Mitoc, comuna Mitoc                 | La Pisc                              | Cucuteni - A                                                | N. Zaharia 1955                                 | 48°05′43″N 27°01′19″E / 48.09537°N 27.02197°E | Încărcați imagine | Raportați eroare |
| 38385.08.03                              | Situl arheologic de la Mitoc - La Pisc / ansamblu anonim (Categorie: locuire civilă) (Tip: Așezare)                                                                       | sat Mitoc, comuna Mitoc                 | La Pisc                              | sec. XVIII                                                  | N. Zaharia 1955                                 | 48°05′43″N 27°01′19″E / 48.09537°N 27.02197°E | Încărcați imagine | Raportați eroare |
| 38385.09.01                              | Situl arheologic de la Mitoc - Între Vii / ansamblu anonim (Categorie: locuire civilă) (Tip: Așezare deschisă)                                                            | sat Mitoc, comuna Mitoc                 | Între Vii                            | Cucuteni - A, B                                             | N. Zaharia 1956                                 | 48°05′59″N 26°58′17″E / 48.09962°N 26.97131°E | Încărcați imagine | Raportați eroare |
| 38385.09.02                              | Situl arheologic de la Mitoc - Între Vii / ansamblu anonim (Categorie: locuire civilă) (Tip: Așezare deschisă)                                                            | sat Mitoc, comuna Mitoc                 | Între Vii                            | sec. XVIII                                                  | N. Zaharia 1956                                 | 48°05′59″N 26°58′17″E / 48.09962°N 26.97131°E | Încărcați imagine | Raportați eroare |
| 38385.10.01                              | Așezarea paleolitică de la Mitoc - La Moara Neamțului / ansamblu anonim (Categorie: locuire civilă) (Tip: Așezare)                                                        | sat Mitoc, comuna Mitoc                 | La Moara Neamțului                   | Gravetian aprox. 28.000/27.000-20.000 ani                   | N. Zaharia 1956                                 | 48°07′18″N 27°00′24″E / 48.12177°N 27.00673°E | Încărcați imagine | Raportați eroare |
| 38385.11.01                              | Movila din Valea Izvor I de la Mitoc / ansamblu anonim (Categorie: descoperire funerară) (Tip: Tumul)                                                                     | sat Mitoc, comuna Mitoc                 | Movila din Valea Izvor I             |                                                             | A. Păunescu, P. Șadurschi, V. Chirica 1973      | 48°06′06″N 26°59′18″E / 48.10172°N 26.98826°E | Încărcați imagine | Raportați eroare |
| 38385.12.01                              | Movila din Valea Izvor II de la Mitoc / ansamblu anonim (Categorie: descoperire funerară) (Tip: Tumul)                                                                    | sat Mitoc, comuna Mitoc                 | Movila din Valea Izvor II            |                                                             | A. Păunescu, P. Șadurschi, V. Chirica 1973      | 48°06′03″N 26°59′28″E / 48.10081°N 26.991°E   | Încărcați imagine | Raportați eroare |
| 38624.03.01                              | Necropola medievală de la Miletin - Centrul Satului / ansamblu anonim (Categorie: descoperire funerară) (Tip: Necropolă plană)                                            | sat Miletin, comuna Prăjeni             | Centrul Satului                      |                                                             | P. Șadurschi, N. Ursulescu 1985-1987            | 47°28′45″N 27°03′54″E / 47.47909°N 27.06494°E | Încărcați imagine | Raportați eroare |
| 38624.04.01                              | Așezare Cucuteni de la Miletin - Marginea de NE a Satului / ansamblu anonim (Categorie: locuire civilă) (Tip: Așezare deschisă)                                           | sat Miletin, comuna Prăjeni             | Marginea de NE a Satului             | Cucuteni aprox. 4.500- 3.500 ani                            | P. Șadurschi, N. Ursulescu 1985-1987            | 47°28′58″N 27°03′53″E / 47.48278°N 27.06477°E | Încărcați imagine | Raportați eroare |
| 38624.05.01                              | Așezarea medievală de la Miletin - Țiganca / ansamblu anonim (Categorie: locuire civilă) (Tip: așezare deschisă)                                                          | sat Miletin, comuna Prăjeni             | Țiganca                              |                                                             | P. Șadurschi, N. Ursulescu 1985-1987            | 47°29′01″N 27°04′42″E / 47.48357°N 27.07822°E | Încărcați imagine | Raportați eroare |
| 38651.06.01                              | Așezarea Noua de la Miorcani - Podiș / ansamblu anonim (Categorie: locuire civilă) (Tip: Așezare)                                                                         | sat Miorcani, comuna Rădăuți-Prut       | Podiș                                | Noua aprox. 1500/1400-1150 ani                              | prof. Arcadie Mihăescu 1964                     |                                               | Încărcați imagine | Raportați eroare |
| 38651.07.01                              | Situl arheologic de la Miorcani - Izvorul Lupului / ansamblu anonim (Categorie: locuire civilă) (Tip: Așezare deschisă)                                                   | sat Miorcani, comuna Rădăuți-Prut       | Izvorul Lupului                      | Cucuteni aprox. 4.500- 3.500 ani                            | prof. Arcadie Mihăescu 1973                     | 48°10′56″N 26°50′55″E / 48.18227°N 26.84867°E | Încărcați imagine | Raportați eroare |
| 38651.07.02                              | Situl arheologic de la Miorcani - Izvorul Lupului / ansamblu anonim (Categorie: locuire civilă) (Tip: Așezare deschisă)                                                   | sat Miorcani, comuna Rădăuți-Prut       | Izvorul Lupului                      | Noua aprox. 1500/1400-1150 ani                              | prof. Arcadie Mihăescu 1973                     | 48°10′56″N 26°50′55″E / 48.18227°N 26.84867°E | Încărcați imagine | Raportați eroare |
| 38651.08.01                              | Așezare Cucuteni de la Miorcani - Vărărie / ansamblu anonim (Categorie: locuire civilă) (Tip: Așezare)                                                                    | sat Miorcani, comuna Rădăuți-Prut       | Vărărie                              | Cucuteni aprox. 4.500- 3.500 ani                            | prof. Arcadie Mihăescu 1973                     | 48°13′12″N 26°51′00″E / 48.21989°N 26.85°E    | Încărcați imagine | Raportați eroare |
| 38651.09.02                              | Situl arheologic de la Miorcani - Gârla lui Malancu / ansamblu anonim (Categorie: locuire civilă) (Tip: Așezare)                                                          | sat Miorcani, comuna Rădăuți-Prut       | Gârla lui Malancu                    | Sântana de Mureș - Cerneahov sec. IV - V                    | prof. Arcadie Mihăescu 1973                     | 48°13′25″N 26°51′07″E / 48.22357°N 26.85205°E | Încărcați imagine | Raportați eroare |
| 38651.09.01                              | Situl arheologic de la Miorcani - Gârla lui Malancu / ansamblu anonim (Categorie: locuire civilă) (Tip: așezare)                                                          | sat Miorcani, comuna Rădăuți-Prut       | Gârla lui Malancu                    | Cucuteni aprox. 4.500- 3.500 ani                            | prof. Arcadie Mihăescu 1973                     | 48°13′25″N 26°51′07″E / 48.22357°N 26.85205°E | Încărcați imagine | Raportați eroare |
| 38651.10.01                              | Movila din Dealul La Movile de la Miorcani / ansamblu anonim (Categorie: descoperire funerară) (Tip: Tumul)                                                               | sat Miorcani, comuna Rădăuți-Prut       | Movila din Dealul La Movile          |                                                             | A. Păunescu, P. Șadurschi, V. Chirica 1973      | 48°11′14″N 26°51′49″E / 48.18712°N 26.86374°E | Încărcați imagine | Raportați eroare |
| 38651.11.01                              | Movila Tailup I de la Miorcani / ansamblu anonim (Categorie: descoperire funerară) (Tip: Tumul)                                                                           | sat Miorcani, comuna Rădăuți-Prut       | Movila Tailup I                      |                                                             | O. L. Șovan 2009                                | 48°09′43″N 26°49′52″E / 48.16203°N 26.83119°E | Încărcați imagine | Raportați eroare |
| 39818.02.01                              | Situl arheologic de la Miron Costin - Pe Tăpșan / ansamblu anonim (Categorie: descoperire funerară) (Tip: Așezare deschisă)                                               | sat Miron Costin, comuna Vlăsinești     | Pe Tăpșan                            | Cucuteni - A-B și B                                         | V. Diaconu 2005-2006                            | 47°55′26″N 26°57′21″E / 47.9238°N 26.95586°E  | Încărcați imagine | Raportați eroare |
| 39818.02.02                              | Situl arheologic de la Miron Costin - Pe Tăpșan / ansamblu anonim (Categorie: descoperire funerară) (Tip: Așezare deschisă)                                               | sat Miron Costin, comuna Vlăsinești     | Pe Tăpșan                            | Costișa-Komariv aprox. 1.900-1.500 ani/1400 ani             | V. Diaconu 2005-2006                            | 47°55′26″N 26°57′21″E / 47.9238°N 26.95586°E  | Încărcați imagine | Raportați eroare |
| 39818.02.03                              | Situl arheologic de la Miron Costin - Pe Tăpșan / ansamblu anonim (Categorie: descoperire funerară) (Tip: Așezare deschisă)                                               | sat Miron Costin, comuna Vlăsinești     | Pe Tăpșan                            | Corlăteni-Chișinău aprox. 1.200-800 ani                     | V. Diaconu 2005-2006                            | 47°55′26″N 26°57′21″E / 47.9238°N 26.95586°E  | Încărcați imagine | Raportați eroare |
| 39818.02.04                              | Situl arheologic de la Miron Costin - Pe Tăpșan / ansamblu anonim (Categorie: descoperire funerară) (Tip: Așezare deschisă)                                               | sat Miron Costin, comuna Vlăsinești     | Pe Tăpșan                            | Daci liberi sec. II-III                                     | V. Diaconu 2005-2006                            | 47°55′26″N 26°57′21″E / 47.9238°N 26.95586°E  | Încărcați imagine | Raportați eroare |
| 39818.03.01                              | Situl arheologic de la Miron Costin - Pârâul Budăilor / ansamblu anonim (Categorie: locuire) (Tip: Așezare deschisă)                                                      | sat Miron Costin, comuna Vlăsinești     | Pârâul Budăilor                      |                                                             | Em. Zaharia 1954                                | 47°55′30″N 26°56′50″E / 47.92494°N 26.94712°E | Încărcați imagine | Raportați eroare |
| 39818.03.02                              | Situl arheologic de la Miron Costin - Pârâul Budăilor / ansamblu anonim (Categorie: locuire) (Tip: Așezare deschisă)                                                      | sat Miron Costin, comuna Vlăsinești     | Pârâul Budăilor                      | Cucuteni - B                                                | Em. Zaharia 1954                                | 47°55′30″N 26°56′50″E / 47.92494°N 26.94712°E | Încărcați imagine | Raportați eroare |
| 39818.03.03                              | Situl arheologic de la Miron Costin - Pârâul Budăilor / ansamblu anonim (Categorie: locuire) (Tip: Așezare deschisă)                                                      | sat Miron Costin, comuna Vlăsinești     | Pârâul Budăilor                      | Noua aprox. 1500/1400-1150 ani                              | Em. Zaharia 1954                                | 47°55′30″N 26°56′50″E / 47.92494°N 26.94712°E | Încărcați imagine | Raportați eroare |
| 39818.03.04                              | Situl arheologic de la Miron Costin - Pârâul Budăilor / ansamblu anonim (Categorie: locuire) (Tip: Așezare deschisă)                                                      | sat Miron Costin, comuna Vlăsinești     | Pârâul Budăilor                      |                                                             | Em. Zaharia 1954                                | 47°55′30″N 26°56′50″E / 47.92494°N 26.94712°E | Încărcați imagine | Raportați eroare |
| 39818.03.05                              | Situl arheologic de la Miron Costin - Pârâul Budăilor / ansamblu anonim (Categorie: locuire) (Tip: Așezare deschisă)                                                      | sat Miron Costin, comuna Vlăsinești     | Pârâul Budăilor                      | Sântana de Mureș - Cerneahov sec. IV-V                      | Em. Zaharia 1954                                | 47°55′30″N 26°56′50″E / 47.92494°N 26.94712°E | Încărcați imagine | Raportați eroare |
| 36186.05.01                              | Movilă la Mășcăteni - Merești II / ansamblu anonim (Categorie: descoperire funerară) (Tip: Tumul)                                                                         | sat Mășcăteni, comuna Albești           | Merești II                           |                                                             | Octavian L. Șovan 2009                          | 47°43′41″N 27°03′22″E / 47.72804°N 27.05623°E | Încărcați imagine | Raportați eroare |
| 36186.08.01                              | Movilă la Mășcăteni-Dealul Dumbrava II / ansamblu anonim (Categorie: descoperire funerară) (Tip: Tumul)                                                                   | sat Mășcăteni, comuna Albești           | Dealul Dumbrava II                   |                                                             | Octavian L. Șovan 2009                          | 47°42′04″N 27°02′36″E / 47.70104°N 27.04322°E | Încărcați imagine | Raportați eroare |
| 36186.06.01                              | Movilă la Mășcăteni-Merești I / ansamblu anonim (Categorie: descoperire funerară) (Tip: Tumul)                                                                            | sat Mășcăteni, comuna Albești           | Merești I                            |                                                             | Octavian L. Șovan 2009                          | 47°43′24″N 27°03′35″E / 47.72337°N 27.05963°E | Încărcați imagine | Raportați eroare |
| 36186.07.01                              | Movilă la Mășcăteni-Dealul Dumbrava I / ansamblu anonim (Categorie: descoperire funerară) (Tip: Tumul)                                                                    | sat Mășcăteni, comuna Albești           | Dealul Dumbrava I                    |                                                             | Octavian L. Șovan 2009                          | 47°42′18″N 27°02′13″E / 47.705°N 27.03684°E   | Încărcați imagine | Raportați eroare |
| 36186.04.01                              | Movilă la Mășcăteni-Merești III / ansamblu anonim (Categorie: descoperire funerară) (Tip: Tumul)                                                                          | sat Mășcăteni, comuna Albești           | Merești III                          |                                                             | Octavian L. Șovan 2009                          | 47°44′13″N 27°03′19″E / 47.73683°N 27.05517°E | Încărcați imagine | Raportați eroare |
| 36783.01.01                              | Movila Schit Orășeni de la Mesteacăn / ansamblu anonim (Categorie: descoperire funerară) (Tip: Tumul)                                                                     | sat Mesteacăn, comuna Corni             | Schit Orășeni                        |                                                             | O.L. Șovan 2009                                 | 47°38′24″N 26°39′59″E / 47.64001°N 26.66648°E | Încărcați imagine | Raportați eroare |
| 36863.02.01                              | Movilă la Mihail Kogălniceanu-Dealul Vârvăroiu / ansamblu anonim (Categorie: descoperire funerară) (Tip: Tumul)                                                           | sat Mihail Kogălniceanu, comuna Coțușca | Dealul Vârvăroiu                     |                                                             | O. L. Șovan 2009                                | 48°05′32″N 26°49′12″E / 48.09219°N 26.81998°E | Încărcați imagine | Raportați eroare |
| 37155.02.01                              | Movilă la Murguța - Dealul Murguța II / ansamblu anonim (Categorie: descoperire funerară) (Tip: movila)                                                                   | sat Murguța, comuna Dobârceni           | Dealul Murguța II                    |                                                             | A. Păunescu, P. Șadurschi, V. Chirica 1973      | 47°50′23″N 27°06′10″E / 47.83966°N 27.10268°E | Încărcați imagine | Raportați eroare |
| 37155.06.01                              | Movila de la Murguța-Dealul Părului / ansamblu anonim (Categorie: descoperire funerară) (Tip: movila)                                                                     | sat Murguța, comuna Dobârceni           | Dealul Părului                       |                                                             | O. L. Șovan 2009                                | 47°48′32″N 27°06′21″E / 47.80892°N 27.10589°E | Încărcați imagine | Raportați eroare |
| 37495.02.01                              | Movila din Dealul Bisericii de la Mihai Eminescu / ansamblu anonim (Categorie: descoperire funerară) (Tip: Movilă)                                                        | sat Mihai Eminescu, comuna Gorbănești   | Dealul Bisericii                     |                                                             | O. L. Șovan 2009                                | 47°48′15″N 26°50′41″E / 47.80421°N 26.84476°E | Încărcați imagine | Raportați eroare |
| 37814.03.01                              | Movila Mlenăuți de la Mlenăuți / ansamblu anonim (Categorie: descoperire funerară) (Tip: Movilă)                                                                          | sat Mlenăuți, comuna Hudești            | Movila Mlenăuți                      |                                                             | O. L. Șovan 2009                                | 48°08′18″N 26°28′18″E / 48.13836°N 26.47154°E | Încărcați imagine | Raportați eroare |
| 37814.04.01                              | Movila Ciriteiul Mlenăuți de la Mlenăuți / ansamblu anonim (Categorie: descoperire funerară) (Tip: Movilă)                                                                | sat Mlenăuți, comuna Hudești            | Ciriteiul Mlenăuți                   |                                                             | O. L. Șovan 2009                                | 48°04′04″N 26°34′45″E / 48.06786°N 26.57918°E | Încărcați imagine | Raportați eroare |
| 37814.05.01                              | Movia de la Mlenăuți - Dealul Ciriteiul / ansamblu anonim (Categorie: descoperire funerară) (Tip: Movilă)                                                                 | sat Mlenăuți, comuna Hudești            | Dealul Ciriteiului                   |                                                             | O. L. Șovan 2009                                | 48°04′37″N 26°34′31″E / 48.07692°N 26.57515°E | Încărcați imagine | Raportați eroare |
| 37814.06.01                              | Moviă la Mlenăuți - Dealul Morii / ansamblu anonim (Categorie: descoperire funerară) (Tip: Movilă)                                                                        | sat Mlenăuți, comuna Hudești            | Dealul Morii                         |                                                             | O. L. Șovan 2009                                | 48°05′52″N 26°32′31″E / 48.0977°N 26.54181°E  | Încărcați imagine | Raportați eroare |
| 37814.07.01                              | Movila de la Mlenăuți - La Odăiță / ansamblu anonim (Categorie: descoperire funerară) (Tip: Movilă)                                                                       | sat Mlenăuți, comuna Hudești            | Movila La Odăiță                     |                                                             | O. L. Șovan 2009                                | 48°06′41″N 26°31′28″E / 48.11127°N 26.52445°E | Încărcați imagine | Raportați eroare |
| 37814.08.01                              | Movila de la Mlenăuți - Dealul Nisipăriei / ansamblu anonim (Categorie: descoperire funerară) (Tip: Movilă)                                                               | sat Mlenăuți, comuna Hudești            | Movila din Dealul Nisipăriei         |                                                             | O. L. Șovan 2009                                | 48°07′37″N 26°31′04″E / 48.12694°N 26.51787°E | Încărcați imagine | Raportați eroare |
| 37645.05.01                              | Situl arheologic de la Moara Jorii - La Roza / ansamblu anonim (Categorie: locuire civilă) (Tip: așezare)                                                                 | sat Moara Jorii, comuna Hănești         | La Roza                              |                                                             | V. Diaconu 2008-2009                            | 47°53′21″N 27°00′33″E / 47.88929°N 27.00913°E | Încărcați imagine | Raportați eroare |
| 37645.05.02                              | Situl arheologic de la Moara Jorii - La Roza / ansamblu anonim (Categorie: locuire civilă) (Tip: așezare)                                                                 | sat Moara Jorii, comuna Hănești         | La Roza                              |                                                             | V. Diaconu 2008-2009                            | 47°53′21″N 27°00′33″E / 47.88929°N 27.00913°E | Încărcați imagine | Raportați eroare |
| 37645.06.01                              | Situl arheologic de la Moara Jorii - La Rusu / ansamblu anonim (Categorie: locuire) (Tip: așezare deschisă)                                                               | sat Moara Jorii, comuna Hănești         | La Rusu                              | Cucuteni - B                                                | V. Diaconu 2008-2009                            | 47°53′04″N 27°01′29″E / 47.88437°N 27.02481°E | Încărcați imagine | Raportați eroare |
| 37645.06.02                              | Situl arheologic de la Moara Jorii - La Rusu / ansamblu anonim (Categorie: locuire) (Tip: așezare deschisă)                                                               | sat Moara Jorii, comuna Hănești         | La Rusu                              | Sântana de Mureș - Cerneahov sec. IV - V                    | V. Diaconu 2008-2009                            | 47°53′04″N 27°01′29″E / 47.88437°N 27.02481°E | Încărcați imagine | Raportați eroare |
| 38250.07.01                              | Movila Mihălășeni Nord-Est de la Mihălășeni / ansamblu anonim (Categorie: descoperire funerară) (Tip: Movilă)                                                             | sat Mihălășeni, comuna Mihălășeni       | Movila Mihălășeni Nord-Est           |                                                             | A. Păunescu, P. Șadurschi, V. Chirica 1974      | 47°53′45″N 27°05′51″E / 47.89571°N 27.09751°E | Încărcați imagine | Raportați eroare |
| 38330.06.01                              | Movila La Balan II de la Mileanca / ansamblu anonim (Categorie: descoperire funerară) (Tip: Movilă)                                                                       | sat Mileanca, comuna Mileanca           | Movila La Balan II                   |                                                             | A. Păunescu, P. Șadurschi, V. Chirica 1973      | 48°05′44″N 26°43′38″E / 48.09558°N 26.72718°E | Încărcați imagine | Raportați eroare |
| 38330.07.01                              | Movila Moiseni de la Mileanca / ansamblu anonim (Categorie: descoperire funerară) (Tip: Movilă)                                                                           | sat Mileanca, comuna Mileanca           | Movila Moiseni                       |                                                             | O.L. Șovan 2009                                 | 48°04′09″N 26°43′14″E / 48.06917°N 26.72056°E | Încărcați imagine | Raportați eroare |
| 38330.08.01                              | Movila din Trifoi de la Mileanca / ansamblu anonim (Categorie: descoperire funerară) (Tip: Movilă)                                                                        | sat Mileanca, comuna Mileanca           | Movila din Trifoi                    |                                                             | O. L. Șovan 2009                                | 48°06′18″N 26°39′44″E / 48.10509°N 26.66234°E | Încărcați imagine | Raportați eroare |
| 38330.09.01                              | Situl arheologic de la Mileanca - Dealul Sârbu / ansamblu anonim (Categorie: locuire) (Tip: așezare deschisă)                                                             | sat Mileanca, comuna Mileanca           | Dealul Sârbu                         | Precucuteni - A aprox. 5.000-4500 ani                       | Nicolae Mocanu 1967                             | 48°04′16″N 26°42′37″E / 48.07106°N 26.71018°E | Încărcați imagine | Raportați eroare |
| 38330.09.02                              | Situl arheologic de la Mileanca - Dealul Sârbu / ansamblu anonim (Categorie: locuire) (Tip: așezare deschisă)                                                             | sat Mileanca, comuna Mileanca           | Dealul Sârbu                         | Cucuteni - A                                                | Nicolae Mocanu 1967                             | 48°04′16″N 26°42′37″E / 48.07106°N 26.71018°E | Încărcați imagine | Raportați eroare |
| 38330.10.01                              | Așezarea Cucuteni de la Mileanca - Pe Coastă / ansamblu anonim (Categorie: locuire) (Tip: așezare deschisă)                                                               | sat Mileanca, comuna Mileanca           | Pe Coastă                            | Cucuteni - A-B                                              | A. Crâșmaru 1967-1970                           | 48°05′25″N 26°42′12″E / 48.09038°N 26.70346°E | Încărcați imagine | Raportați eroare |
| 38385.13.01                              | Movila din Valea Izvor III de la Mitoc / ansamblu anonim (Categorie: descoperire funerară) (Tip: Movilă)                                                                  | sat Mitoc, comuna Mitoc                 | Movila din Valea Izvor III           |                                                             | A. Păunescu, P. Șadurschi, V. Chirica 1973      | 48°05′58″N 26°59′38″E / 48.09933°N 26.9938°E  | Încărcați imagine | Raportați eroare |
| 38385.14.01                              | Movila din Valea Izvor IV de la Mitoc / ansamblu anonim (Categorie: descoperire funerară) (Tip: Movilă)                                                                   | sat Mitoc, comuna Mitoc                 | Movila din Valea Izvor IV            |                                                             | A. Păunescu, P. Șadurschi, V. Chirica 1973      | 48°05′54″N 26°59′45″E / 48.0984°N 26.99573°E  | Încărcați imagine | Raportați eroare |
| 38385.05.01                              | Movila Sărăturilor I de la Mitoc / ansamblu anonim (Categorie: descoperire funerară) (Tip: Movilă)                                                                        | sat Mitoc, comuna Mitoc                 | Movila Sărăturilor I                 |                                                             | O. L. Șovan 2009                                | 48°06′20″N 26°59′43″E / 48.10567°N 26.99529°E | Încărcați imagine | Raportați eroare |
| 38385.15.01                              | Movila din Valea Istrati I de la Mitoc / ansamblu anonim (Categorie: descoperire funerară) (Tip: Movilă)                                                                  | sat Mitoc, comuna Mitoc                 | Movila din Valea Istrati I           |                                                             | A. Păunescu, P. Șadurschi, V. Chirica 1973      | 48°04′46″N 27°01′32″E / 48.07944°N 27.02563°E | Încărcați imagine | Raportați eroare |
| 38385.16.01                              | Movila din Valea Istrati II de la Mitoc / ansamblu anonim (Categorie: descoperire funerară) (Tip: Movilă)                                                                 | sat Mitoc, comuna Mitoc                 | Movila din Valea Istrati II          |                                                             | A. Păunescu, P. Șadurschi, V. Chirica 1973      | 48°04′41″N 27°01′37″E / 48.07806°N 27.02685°E | Încărcați imagine | Raportați eroare |
| 38624.01.01                              | Movila de la Miletin - din Dealul Puturosu / ansamblu anonim (Categorie: descoperire funerară) (Tip: Movilă)                                                              | sat Miletin, comuna Prăjeni             | Movila din Dealul Puturosu           |                                                             | P. Șadurschi, N. Ursulescu 1985-1987            | 47°28′09″N 27°04′11″E / 47.46921°N 27.06965°E | Încărcați imagine | Raportați eroare |
| 38651.12.01                              | Așezarea Noua la Miorcani - Iazul Moscalului / ansamblu anonim (Categorie: locuire) (Tip: așezare)                                                                        | sat Miorcani, comuna Rădăuți-Prut       | Iazul Moscalului                     | Noua aprox. 1500/1400-1150 ani                              | prof. Arcadie Mihăescu 1973                     | 48°11′06″N 26°50′43″E / 48.1851°N 26.84515°E  | Încărcați imagine | Raportați eroare |
| 38651.13.01                              | Situl arheologic de la Miorcani - În Ponoară / ansamblu anonim (Categorie: locuire) (Tip: așezare deschisă)                                                               | sat Miorcani, comuna Rădăuți-Prut       | În Ponoară                           | Horodiștea-Gordinești aprox.3.500-2.500 ani                 | 1961                                            | 48°11′56″N 26°53′37″E / 48.19899°N 26.89363°E | Încărcați imagine | Raportați eroare |
| 38651.13.02                              | Situl arheologic de la Miorcani - În Ponoară / ansamblu anonim (Categorie: locuire) (Tip: așezare deschisă)                                                               | sat Miorcani, comuna Rădăuți-Prut       | În Ponoară                           |                                                             | 1961                                            | 48°11′56″N 26°53′37″E / 48.19899°N 26.89363°E | Încărcați imagine | Raportați eroare |
| 38651.13.03                              | Situl arheologic de la Miorcani - În Ponoară / ansamblu anonim (Categorie: locuire) (Tip: așezare deschisă)                                                               | sat Miorcani, comuna Rădăuți-Prut       | În Ponoară                           | Sântana de Mureș - Cerneahov sec. IV-V                      | 1961                                            | 48°11′56″N 26°53′37″E / 48.19899°N 26.89363°E | Încărcați imagine | Raportați eroare |
| 38651.13.04                              | Situl arheologic de la Miorcani - În Ponoară / ansamblu anonim (Categorie: locuire) (Tip: așezare deschisă)                                                               | sat Miorcani, comuna Rădăuți-Prut       | În Ponoară                           | sec. XIV                                                    | 1961                                            | 48°11′56″N 26°53′37″E / 48.19899°N 26.89363°E | Încărcați imagine | Raportați eroare |
| 38651.14.01                              | Movila Tailup II de la Miorcani / ansamblu anonim (Categorie: descoperire funerară) (Tip: Movilă)                                                                         | sat Miorcani, comuna Rădăuți-Prut       | Movila Tailup II                     |                                                             | O.L. Șovan 2009                                 | 48°09′45″N 26°49′40″E / 48.16252°N 26.82767°E | Încărcați imagine | Raportați eroare |
| 38651.15.01                              | Movila Miorcani de la Miorcani / ansamblu anonim (Categorie: descoperire funerară) (Tip: Movilă)                                                                          | sat Miorcani, comuna Rădăuți-Prut       | Movila Miorcani                      |                                                             | O. L. Șovan 2009                                | 48°12′28″N 26°49′40″E / 48.20787°N 26.82782°E | Încărcați imagine | Raportați eroare |
| 38651.16.01                              | Movila Pustoaia de la Miorcani / ansamblu anonim (Categorie: descoperire funerară) (Tip: Movilă)                                                                          | sat Miorcani, comuna Rădăuți-Prut       | Movila Pustoaia                      |                                                             | O. L. Șovan 2009                                | 48°10′16″N 26°49′33″E / 48.17105°N 26.82572°E | Încărcați imagine | Raportați eroare |
| 38651.17.01                              | Așezarea Cucuteni de la Miorcani - Lanul lui Lăzărescu / ansamblu anonim (Categorie: locuire) (Tip: așezare deschisă)                                                     | sat Miorcani, comuna Rădăuți-Prut       | Lanul lui Lăzărescu                  | Cucuteni - A-B                                              | M. Brudiu 1977-1979                             | 48°10′36″N 26°53′34″E / 48.1768°N 26.89284°E  | Încărcați imagine | Raportați eroare |
| 38651.18.01                              | Așezarea Cucuteni de la Miorcani - În Ponoare / ansamblu anonim (Categorie: descoperire funerară) (Tip: așezare deschisă)                                                 | sat Miorcani, comuna Rădăuți-Prut       | În Ponoare                           | Cucuteni - A-B                                              | M. Brudiu 1977-1979                             | 48°10′33″N 26°53′09″E / 48.17575°N 26.88572°E | Încărcați imagine | Raportați eroare |
| 36186.09.01                              | Movilă la Mășcăteni-Dealul Prisăcii / ansamblu anonim (Categorie: descoperire funerară) (Tip: Tumul)                                                                      | sat Mășcăteni, comuna Albești           | Dealul Prisăcii                      |                                                             | Octavian L. Șovan 2009                          | 47°42′01″N 27°00′53″E / 47.70016°N 27.01462°E | Încărcați imagine | Raportați eroare |
| 36186.10.01                              | Movilă la Mășcăteni-Movila Vlanicu / ansamblu anonim (Categorie: descoperire funerară) (Tip: Tumul)                                                                       | sat Mășcăteni, comuna Albești           | Movila Vlanicu                       |                                                             | Octavian L. Șovan 2009                          | 47°43′10″N 27°01′24″E / 47.71947°N 27.0232°E  | Încărcați imagine | Raportați eroare |
| 37155.03.01                              | Movila de la Murguța-Dealul Murguța III / ansamblu anonim (Categorie: mormant tumular) (Tip: Movilă)                                                                      | sat Murguța, comuna Dobârceni           | Dealul Murguța III                   |                                                             | O. L. Șovan 2009                                | 47°50′00″N 27°06′34″E / 47.8332°N 27.10942°E  | Încărcați imagine | Raportați eroare |
| 37155.04.01                              | Movila de la Murguța-Dealul Maicani / ansamblu anonim (Categorie: mormânt) (Tip: Movilă)                                                                                  | sat Murguța, comuna Dobârceni           | Dealul Maicani                       |                                                             | O. L. Șovan 2009                                | 47°48′26″N 27°07′10″E / 47.8072°N 27.11957°E  | Încărcați imagine | Raportați eroare |
| 36710.05.01                              | Movila de la Mateieni-Via Mateienilor / ansamblu anonim (Categorie: decoperire funerară) (Tip: movilă)                                                                    | sat Mateieni, comuna Dimăcheni          | Via Mateienilor                      |                                                             | O.L. Șovan 2009                                 | 47°55′06″N 26°34′44″E / 47.91842°N 26.57886°E | Încărcați imagine | Raportați eroare |
| 37814.09.01                              | Movila din Dealul Calul Alb de la Mlenăuți / ansamblu anonim (Categorie: descoperire funerară) (Tip: Movilă)                                                              | sat Mlenăuți, comuna Hudești            | Movila din Dealul Calul Alb          |                                                             | O. L. Șovan 2009                                | 48°07′50″N 26°35′19″E / 48.1306°N 26.58859°E  | Încărcați imagine | Raportați eroare |
| 37814.10.01                              | Movila La Ochi de la Mlenăuți / ansamblu anonim (Categorie: descoperire funerară) (Tip: Movilă)                                                                           | sat Mlenăuți, comuna Hudești            | Movila La Ochi                       |                                                             | O. L. Șovan 2009                                | 48°05′15″N 26°36′21″E / 48.08751°N 26.60588°E | Încărcați imagine | Raportați eroare |
| 38027.03.01                              | Așezarea din paleoliticul superior de la Manoleasa-Prut - Imașul lui Bălăceanu / ansamblu anonim (Categorie: locuire) (Tip: așezare deschisă)                             | sat Manoleasa-Prut, comuna Manoleasa    | Imașul lui Bălăceanu                 | Gravetian aprox. 28.000/27.000-20.000 ani                   | A. Păunescu 1979                                | 48°00′59″N 27°05′15″E / 48.01651°N 27.08739°E | Încărcați imagine | Raportați eroare |
| 38027.04.01                              | Situl arheologic de la Manoleasa-Prut - Stânca Mândrului / ansamblu anonim (Categorie: locuire) (Tip: așezare deschisă)                                                   | sat Manoleasa-Prut, comuna Manoleasa    | Stânca Mândrului                     | Gravetian                                                   | N. N. Moroșan 1938                              | 48°00′25″N 27°06′38″E / 48.00702°N 27.11067°E | Încărcați imagine | Raportați eroare |
| 38027.04.02                              | Situl arheologic de la Manoleasa-Prut - Stânca Mândrului / ansamblu anonim (Categorie: locuire) (Tip: așezare deschisă)                                                   | sat Manoleasa-Prut, comuna Manoleasa    | Stânca Mândrului                     | Cucuteni - A și B                                           | N. N. Moroșan 1938                              | 48°00′25″N 27°06′38″E / 48.00702°N 27.11067°E | Încărcați imagine | Raportați eroare |
| 38027.04.03                              | Situl arheologic de la Manoleasa-Prut - Stânca Mândrului / ansamblu anonim (Categorie: locuire) (Tip: așezare deschisă)                                                   | sat Manoleasa-Prut, comuna Manoleasa    | Stânca Mândrului                     | Corlăteni - Chișinău                                        | N. N. Moroșan 1938                              | 48°00′25″N 27°06′38″E / 48.00702°N 27.11067°E | Încărcați imagine | Raportați eroare |
| 38027.04.04                              | Situl arheologic de la Manoleasa-Prut - Stânca Mândrului / ansamblu anonim (Categorie: locuire) (Tip: așezare deschisă)                                                   | sat Manoleasa-Prut, comuna Manoleasa    | Stânca Mândrului                     | Sântana de Mureș - Cerneahov sec. IV-V                      | N. N. Moroșan 1938                              | 48°00′25″N 27°06′38″E / 48.00702°N 27.11067°E | Încărcați imagine | Raportați eroare |
| 37967.05.01                              | Movila Stația de pompare I de la Manoleasa / ansamblu anonim (Categorie: descoperire funerară) (Tip: Movilă)                                                              | sat Manoleasa, comuna Manoleasa         | Movila Stația de pompare I           |                                                             | ing. Crețu Ioan 1974                            | 47°59′28″N 27°05′35″E / 47.99115°N 27.09301°E | Încărcați imagine | Raportați eroare |
| 37967.06.01                              | Movila Stația de pompare II de la Manoleasa / ansamblu anonim (Categorie: descoperire funerară) (Tip: Movilă)                                                             | sat Manoleasa, comuna Manoleasa         | Movila Stația de pompare II          |                                                             | ing. Crețu Ioan 1974                            | 47°59′25″N 27°05′39″E / 47.99028°N 27.09426°E | Încărcați imagine | Raportați eroare |
| 37967.07.01                              | Movila Stația de pompare III de la Manoleasa / ansamblu anonim (Categorie: descoperire funerară) (Tip: Movilă)                                                            | sat Manoleasa, comuna Manoleasa         | Movila Stația de pompare III         |                                                             | ing. Crețu Ioan 1974                            | 47°59′21″N 27°05′45″E / 47.9892°N 27.09596°E  | Încărcați imagine | Raportați eroare |
| 37967.08.01                              | Movila Hrițeni I de la Manoleasa / ansamblu anonim (Categorie: descoperire funerară) (Tip: Movilă)                                                                        | sat Manoleasa, comuna Manoleasa         | Movila Hrițeni I                     |                                                             | N. Filipescu-Dubău 1891                         | 47°59′41″N 27°05′22″E / 47.99471°N 27.08939°E | Încărcați imagine | Raportați eroare |
| 37967.09.01                              | Movila Hrițeni II de la Manoleasa / ansamblu anonim (Categorie: descoperire funerară) (Tip: Movilă)                                                                       | sat Manoleasa, comuna Manoleasa         | Movila Hrițeni II                    |                                                             | N. Filipescu-Dubău 1891                         | 47°59′47″N 27°05′27″E / 47.99638°N 27.09095°E | Încărcați imagine | Raportați eroare |
| 37967.10.01                              | Movila Hrițeni III de la Manoleasa / ansamblu anonim (Categorie: descoperire funerară) (Tip: Movilă)                                                                      | sat Manoleasa, comuna Manoleasa         | Movila Hrițeni III                   |                                                             | N. Filipescu-Dubău 1891                         | 47°59′56″N 27°05′37″E / 47.99876°N 27.09365°E | Încărcați imagine | Raportați eroare |
| 37967.11.01                              | Movila Hrițeni IV de la Manoleasa / ansamblu anonim (Categorie: descoperire funerară) (Tip: Movilă)                                                                       | sat Manoleasa, comuna Manoleasa         | Movila Hrițeni IV                    |                                                             | N. Filipescu-Dubău 1891                         | 47°59′57″N 27°05′24″E / 47.99924°N 27.08999°E | Încărcați imagine | Raportați eroare |
| 37967.12.01                              | Movila Hrițeni V de la Manoleasa / ansamblu anonim (Categorie: descoperire funerară) (Tip: Movilă)                                                                        | sat Manoleasa, comuna Manoleasa         | Movila Hrițeni V                     |                                                             | N. Filipescu-Dubău 1891                         | 47°59′47″N 27°05′12″E / 47.99649°N 27.08677°E | Încărcați imagine | Raportați eroare |
| 37967.13.01                              | Movila La Trei Fântâni de la Manoleasa / ansamblu anonim (Categorie: descoperire funerară) (Tip: Movilă)                                                                  | sat Manoleasa, comuna Manoleasa         | Movila La Trei Fântâni               |                                                             | A. Păunescu, P. Șadurschi, V. Chirica 1972-1975 | 47°57′20″N 27°07′40″E / 47.95544°N 27.12791°E | Încărcați imagine | Raportați eroare |
| 37967.14.01                              | Situl arheologic de la Manoleasa - Hârtop / ansamblu anonim (Categorie: descoperire funerară) (Tip: așezare deschisă)                                                     | sat Manoleasa, comuna Manoleasa         | Hârtop                               | Gravetian aprox. 28.000/27.000-20.000 ani                   | P. Șadurschi 1981                               | 47°58′53″N 27°04′58″E / 47.98126°N 27.08291°E | Încărcați imagine | Raportați eroare |
| 37967.14.02                              | Situl arheologic de la Manoleasa - Hârtop / ansamblu anonim (Categorie: descoperire funerară) (Tip: așezare deschisă)                                                     | sat Manoleasa, comuna Manoleasa         | Hârtop                               | tardenoisian aprox. 8.500-6.500 ani                         | P. Șadurschi 1981                               | 47°58′53″N 27°04′58″E / 47.98126°N 27.08291°E | Încărcați imagine | Raportați eroare |
| 37967.14.03                              | Situl arheologic de la Manoleasa - Hârtop / ansamblu anonim (Categorie: descoperire funerară) (Tip: așezare deschisă)                                                     | sat Manoleasa, comuna Manoleasa         | Hârtop                               | Daci liberi sec. II-III                                     | P. Șadurschi 1981                               | 47°58′53″N 27°04′58″E / 47.98126°N 27.08291°E | Încărcați imagine | Raportați eroare |
| 38330.11.01                              | Movila Pe Țiclău de la Mileanca / ansamblu anonim (Categorie: descoperire funerară) (Tip: Movilă)                                                                         | sat Mileanca, comuna Mileanca           | Movila Pe Țiclău                     |                                                             | O. L. Șovan 2009                                | 48°06′27″N 26°43′08″E / 48.10741°N 26.71875°E | Încărcați imagine | Raportați eroare |
| 38330.12.02                              | Așezarea Cucuteni de la Mileanca - Dealul Bălan / ansamblu anonim (Categorie: descoperire funerară) (Tip: așezare deschisă)                                               | sat Mileanca, comuna Mileanca           | Dealul Bălan                         | Cucuteni aprox. 4.500- 3.500 ani                            | Nicolae Mocanu 1967                             | 48°04′28″N 26°43′10″E / 48.07456°N 26.71948°E | Încărcați imagine | Raportați eroare |
| 38385.17.05                              | Situl arheologic de la Mitoc - La Bâtci / ansamblu anonim (Categorie: locuire) (Tip: așezare deschisă)                                                                    | sat Mitoc, comuna Mitoc                 | La Bâtci                             | Sântana de Mureș - Cerneahov sec. IV-V                      | N. Zaharia 1956                                 | 48°04′42″N 27°01′56″E / 48.07844°N 27.03219°E | Încărcați imagine | Raportați eroare |
| 38385.17.02                              | Situl arheologic de la Mitoc - La Bâtci / ansamblu anonim (Categorie: locuire) (Tip: așezare deschisă)                                                                    | sat Mitoc, comuna Mitoc                 | La Bâtci                             |                                                             | N. Zaharia 1956                                 | 48°04′42″N 27°01′56″E / 48.07844°N 27.03219°E | Încărcați imagine | Raportați eroare |
| 38385.17.03                              | Situl arheologic de la Mitoc - La Bâtci / ansamblu anonim (Categorie: locuire) (Tip: așezare deschisă)                                                                    | sat Mitoc, comuna Mitoc                 | La Bâtci                             | Cucuteni - B                                                | N. Zaharia 1956                                 | 48°04′42″N 27°01′56″E / 48.07844°N 27.03219°E | Încărcați imagine | Raportați eroare |
| 38385.17.04                              | Situl arheologic de la Mitoc - La Bâtci / ansamblu anonim (Categorie: locuire) (Tip: așezare deschisă)                                                                    | sat Mitoc, comuna Mitoc                 | La Bâtci                             | Corlăteni - Chișinău aprox. 1.200-800 ani                   | N. Zaharia 1956                                 | 48°04′42″N 27°01′56″E / 48.07844°N 27.03219°E | Încărcați imagine | Raportați eroare |
| 38385.17.01                              | Situl arheologic de la Mitoc - La Bâtci / ansamblu anonim (Categorie: locuire) (Tip: așezare deschisă)                                                                    | sat Mitoc, comuna Mitoc                 | La Bâtci                             | Musterian aprox. 65.000-38.000/40.000-35.000 ani            | N. Zaharia 1956                                 | 48°04′42″N 27°01′56″E / 48.07844°N 27.03219°E | Încărcați imagine | Raportați eroare |
| 38385.17.06                              | Situl arheologic de la Mitoc - La Bâtci / ansamblu anonim (Categorie: locuire) (Tip: așezare deschisă)                                                                    | sat Mitoc, comuna Mitoc                 | La Bâtci                             |                                                             | N. Zaharia 1956                                 | 48°04′42″N 27°01′56″E / 48.07844°N 27.03219°E | Încărcați imagine | Raportați eroare |
| 38385.18.01                              | Movila Sărăturilor II de la Mitoc / ansamblu anonim (Categorie: descoperire funerară) (Tip: Movilă)                                                                       | sat Mitoc, comuna Mitoc                 | Movila Sărăturilor II                |                                                             | O. L. Șovan 2009                                | 48°06′16″N 26°59′44″E / 48.1045°N 26.99542°E  | Încărcați imagine | Raportați eroare |
| 38385.19.01                              | Movila din Dealul Șefan cel Mare I de la Mitoc / ansamblu anonim (Categorie: descoperire funerară) (Tip: Movilă)                                                          | sat Mitoc, comuna Mitoc                 | Movila din Dealul Șefan cel Mare I   |                                                             | A. Păunescu, P. Șadurschi, V. Chirica 1973      | 48°04′00″N 27°00′12″E / 48.06659°N 27.00332°E | Încărcați imagine | Raportați eroare |
| 38385.20.01                              | Movila din Dealul Șefan cel Mare II / ansamblu anonim (Categorie: descoperire funerară) (Tip: Movilă)                                                                     | sat Mitoc, comuna Mitoc                 | Movila din Dealul Șefan cel Mare II  |                                                             | A. Păunescu, P. Șadurschi, V. Chirica 1973      | 48°03′52″N 27°00′22″E / 48.06452°N 27.00603°E | Încărcați imagine | Raportați eroare |
| 38385.21.01                              | Movila din Dealul Șefan cel Mare III de la Mitoc / ansamblu anonim (Categorie: descoperire funerară) (Tip: Movilă)                                                        | sat Mitoc, comuna Mitoc                 | Movila din Dealul Șefan cel Mare III |                                                             | A. Păunescu, P. Șadurschi, V. Chirica 1973      | 48°03′42″N 27°00′32″E / 48.06165°N 27.00888°E | Încărcați imagine | Raportați eroare |
| 38385.22.01                              | Movila din Dealul Șefan cel Mare IV de la Mitoc / ansamblu anonim (Categorie: descoperire funerară) (Tip: Movilă)                                                         | sat Mitoc, comuna Mitoc                 | Movila din Dealul Șefan cel Mare IV  |                                                             | A. Păunescu, P. Șadurschi, V. Chirica 1973      | 48°03′55″N 27°00′18″E / 48.06536°N 27.00493°E | Încărcați imagine | Raportați eroare |
| 38385.23.01                              | Movila din Dealul Șefan cel Mare V de la Mitoc / ansamblu anonim (Categorie: descoperire funerară) (Tip: Movilă)                                                          | sat Mitoc, comuna Mitoc                 | Movila din Dealul Șefan cel Mare V   |                                                             | A. Păunescu, P. Șadurschi, V. Chirica 1973      | 48°03′58″N 27°00′14″E / 48.06601°N 27.00399°E | Încărcați imagine | Raportați eroare |
| 38385.24.01                              | Movila din Dealul Șefan cel Mare VI de la Mitoc / ansamblu anonim (Categorie: descoperire funerară) (Tip: Movilă)                                                         | sat Mitoc, comuna Mitoc                 | Movila din Dealul Șefan cel Mare VI  |                                                             | A. Păunescu, P. Șadurschi, V. Chirica 1973      | 48°03′37″N 27°00′36″E / 48.06036°N 27.00997°E | Încărcați imagine | Raportați eroare |
| 38385.25.01                              | Situl arheologic de la Mitoc - Valea lui Stan / ansamblu anonim (Categorie: locuire) (Tip: așezare deschisă)                                                              | sat Mitoc, comuna Mitoc                 | Valea lui Stan                       | Aurignacian aprox. 38.000-27.000/25.000 ani                 | V. Chirica și I. Pascal 1976                    | 48°07′09″N 27°00′07″E / 48.11925°N 27.00191°E | Încărcați imagine | Raportați eroare |
| 38385.25.02                              | Situl arheologic de la Mitoc - Valea lui Stan / ansamblu anonim (Categorie: locuire) (Tip: așezare deschisă)                                                              | sat Mitoc, comuna Mitoc                 | Valea lui Stan                       | tardenoisian aprox. 8.500-6.500 ani                         | V. Chirica și I. Pascal 1976                    | 48°07′09″N 27°00′07″E / 48.11925°N 27.00191°E | Încărcați imagine | Raportați eroare |
| 38385.25.03                              | Situl arheologic de la Mitoc - Valea lui Stan / ansamblu anonim (Categorie: locuire) (Tip: așezare deschisă)                                                              | sat Mitoc, comuna Mitoc                 | Valea lui Stan                       | Cucuteni - A și B                                           | V. Chirica și I. Pascal 1976                    | 48°07′09″N 27°00′07″E / 48.11925°N 27.00191°E | Încărcați imagine | Raportați eroare |
| 38651.19.01                              | Movila La Șanț I de la Miorcani / ansamblu anonim (Categorie: descoperire funerară) (Tip: movilă)                                                                         | sat Miorcani, comuna Rădăuți-Prut       | Movila La Șanț I                     |                                                             | A. Păunescu, P. Șadurschi, V. Chirica 1973      | 48°11′30″N 26°53′25″E / 48.19176°N 26.89025°E | Încărcați imagine | Raportați eroare |
| 38651.20.01                              | Movila La Șanț II de la Miorcani / ansamblu anonim (Categorie: descoperire funerară) (Tip: movilă)                                                                        | sat Miorcani, comuna Rădăuți-Prut       | Movila La Șanț II                    |                                                             | A. Păunescu, P. Șadurschi, V. Chirica 1973      | 48°11′34″N 26°53′24″E / 48.19279°N 26.8901°E  | Încărcați imagine | Raportați eroare |
| 38651.21                                 | Movila La Budăi de la Miorcani / ansamblu anonim (Categorie: descoperire funerară) (Tip: movilă)                                                                          | sat Miorcani, comuna Rădăuți-Prut       | Movila La Budăi                      |                                                             | O.L. Șovan 2009                                 | 48°12′45″N 26°49′08″E / 48.21242°N 26.81881°E | Încărcați imagine | Raportați eroare |
| 39480.03.01                              | Așezarea din epoca migrațiilor de la Mândrești - Hârtopul Odăii / ansamblu anonim (Categorie: locuire) (Tip: Așezare deschisă)                                            | sat Mândrești, comuna Ungureni          | Hârtopul Odăii                       | Sântana de Mureș - Cerneahov sec. IV-V                      | Eugen Axinte 1975                               | 47°53′49″N 26°43′59″E / 47.89684°N 26.7331°E  | Încărcați imagine | Raportați eroare |
| 39480.04.01                              | Așezarea Cucuteni de la Mândrești - Coasta Morii / ansamblu anonim (Categorie: așezare) (Tip: Așezare deschisă)                                                           | sat Mândrești, comuna Ungureni          | Coasta Morii                         | Cucuteni aprox. 4.500- 3.500 ani                            | O. L. Șovan și V. Amarghioalei 1995             | 47°54′42″N 26°43′24″E / 47.91163°N 26.72328°E | Încărcați imagine | Raportați eroare |
| 39480.05.01                              | Movila Topală de la Mândrești / ansamblu anonim (Categorie: descoperire funerară) (Tip: Movilă)                                                                           | sat Mândrești, comuna Ungureni          | Movila Topală                        |                                                             | O.L. Șovan 2009                                 | 47°53′26″N 26°42′25″E / 47.89048°N 26.70689°E | Încărcați imagine | Raportați eroare |
| 39471.01.01                              | Movila La Table I de la Mihai Viteazu / ansamblu anonim (Categorie: descoperire funerară) (Tip: Movilă)                                                                   | sat Mihai Viteazu, comuna Ungureni      | Movila La Table I                    |                                                             | A. Păunescu, P. Șadurschi, V. Chirica 1973      | 47°55′04″N 26°47′53″E / 47.91773°N 26.79796°E | Încărcați imagine | Raportați eroare |
| 39471.02.01                              | Movila La Table II de la Mihai Viteazu / ansamblu anonim (Categorie: descoperire funerară) (Tip: Movilă)                                                                  | sat Mihai Viteazu, comuna Ungureni      | Movila La Table II                   |                                                             | O. L. Șovan 2009                                | 47°55′12″N 26°47′47″E / 47.91997°N 26.79627°E | Încărcați imagine | Raportați eroare |
| 39471.03.01                              | Movila din Hotar de la Mihai Vitezu / ansamblu anonim (Categorie: descoperire funerară) (Tip: Movilă)                                                                     | sat Mihai Viteazu, comuna Ungureni      | Movila din Hotar                     |                                                             | A. Păunescu, P. Șadurschi, V. Chirica 1973      | 47°55′14″N 26°49′05″E / 47.92063°N 26.81792°E | Încărcați imagine | Raportați eroare |
| 39471.04.01                              | Movila Glodul Alb I de la Mihai Viteazu / ansamblu anonim (Categorie: descoperire funerară) (Tip: Movilă)                                                                 | sat Mihai Viteazu, comuna Ungureni      | Movila Glodul Alb I                  |                                                             | A. Păunescu, P. Șadurschi, V. Chirica 1973      | 47°56′03″N 26°47′24″E / 47.93429°N 26.78999°E | Încărcați imagine | Raportați eroare |
| 39471.05.01                              | Movila Glodul Alb II de la Mihai Viteazu / ansamblu anonim (Categorie: descoperire funerară) (Tip: Movilă)                                                                | sat Mihai Viteazu, comuna Ungureni      | Movila Glodul Alb II                 |                                                             | A. Păunescu, P. Șadurschi, V. Chirica 1973      | 47°56′02″N 26°47′29″E / 47.93382°N 26.79148°E | Încărcați imagine | Raportați eroare |
| 39471.06.01                              | Movila din Dealul Știubieni I de la Mihai Viteazu / ansamblu anonim (Categorie: descoperire funerară) (Tip: Movilă)                                                       | sat Mihai Viteazu, comuna Ungureni      | Movila din Dealul Știubieni I        |                                                             | A. Păunescu, P. Șadurschi, V. Chirica 1973      | 47°56′53″N 26°46′21″E / 47.94797°N 26.77256°E | Încărcați imagine | Raportați eroare |
| 39471.07.01                              | Movila din Dealul Știubieni II de la Mihai Viteazu / ansamblu anonim (Categorie: descoperire funerară) (Tip: Movilă)                                                      | sat Mihai Viteazu, comuna Ungureni      | Movila din Dealul Știubieni II       |                                                             | A. Păunescu, P. Șadurschi, V. Chirica 1973      | 47°56′20″N 26°47′05″E / 47.93888°N 26.78482°E | Încărcați imagine | Raportați eroare |
| 39471.08.01                              | Movila din Dealul Știubieni III de la Mihai Viteazu / ansamblu anonim (Categorie: descoperire funerară) (Tip: Movilă)                                                     | sat Mihai Viteazu, comuna Ungureni      | Movila din Dealul Știubieni III      |                                                             | A. Păunescu, P. Șadurschi, V. Chirica 1973      | 47°56′18″N 26°47′10″E / 47.93827°N 26.78615°E | Încărcați imagine | Raportați eroare |
| 39471.09.01                              | Movila din Dealul Căldărușei de la Mihai Viteazu / ansamblu anonim (Categorie: descoperire funerară) (Tip: Movilă)                                                        | sat Mihai Viteazu, comuna Ungureni      | Movila din Dealul Căldărușei         |                                                             | A. Păunescu, P. Șadurschi, V. Chirica 1973      | 47°56′34″N 26°45′24″E / 47.94279°N 26.75676°E | Încărcați imagine | Raportați eroare |
| 39578.02.01                              | Așezarea La Tène târzie de la Mănăstireni - În Fața Satului / ansamblu anonim (Categorie: locuire) (Tip: Așezare deschisă)                                                | sat Mânăstireni, comuna Unțeni          | În Fața Satului                      | Daci liberi                                                 | A. Păunescu, P. Șadurschi, V. Chirica 1976      | 47°49′42″N 26°46′21″E / 47.82835°N 26.77256°E | Încărcați imagine | Raportați eroare |
| 39578.03.01                              | Movila Vultureni de la Mânăstireni / ansamblu anonim (Categorie: descoperire funerară) (Tip: Movilă)                                                                      | sat Mânăstireni, comuna Unțeni          | Movila Vultureni                     |                                                             | O.L. Șovan 2009                                 | 47°51′10″N 26°42′59″E / 47.85281°N 26.71632°E | Încărcați imagine | Raportați eroare |
| 39578.04.01                              | Movila Strâmba de la Mânăstireni / ansamblu anonim (Categorie: descoperire funerară) (Tip: Movilă)                                                                        | sat Mânăstireni, comuna Unțeni          | Movila Strâmba                       |                                                             | O.L. Șovan 2009                                 | 47°49′49″N 26°47′12″E / 47.8303°N 26.78676°E  | Încărcați imagine | Raportați eroare |
| 39578.05.01                              | Movila din Dealul Neamțului de la Mânăstireni / ansamblu anonim (Categorie: descoperire funerară) (Tip: Movilă)                                                           | sat Mânăstireni, comuna Unțeni          | Movila din Dealul Neamțului          |                                                             | O.L. Șovan 2009                                 | 47°48′29″N 26°45′40″E / 47.80798°N 26.76105°E | Încărcați imagine | Raportați eroare |
| 39578.06.01                              | Movila Vulturului de la Mânăstirești / ansamblu anonim (Categorie: descoperire funerară) (Tip: Movilă)                                                                    | sat Mânăstireni, comuna Unțeni          | Movila Vulturului                    |                                                             | O. L. Șovan 2009                                | 47°48′49″N 26°45′15″E / 47.81373°N 26.75403°E | Încărcați imagine | Raportați eroare |
| 39818.04.01                              | Movila Iosub de la Miron Costin / ansamblu anonim (Categorie: descoperire funerară) (Tip: Movilă)                                                                         | sat Miron Costin, comuna Vlăsinești     | Movila Iosub                         |                                                             | A. Păunescu, P. Șadurschi, V. Chirica 1973      | 47°57′11″N 26°57′05″E / 47.95315°N 26.95139°E | Încărcați imagine | Raportați eroare |
| 39818.05.01                              | Movila La Coșare I de la Miron Costin / ansamblu anonim (Categorie: descoperire funerară) (Tip: Movilă)                                                                   | sat Miron Costin, comuna Vlăsinești     | Movila La Coșare I                   |                                                             | A. Păunescu, P. Șadurschi, V. Chirica 1973      | 47°57′30″N 26°58′08″E / 47.95844°N 26.96885°E | Încărcați imagine | Raportați eroare |
| 39818.06.01                              | Movila La Coșare II de la Miron Costin / ansamblu anonim (Categorie: descoperire funerară) (Tip: Movilă)                                                                  | sat Miron Costin, comuna Vlăsinești     | Movila La Coșare II                  |                                                             | A. Păunescu, P. Șadurschi, V. Chirica 1973      | 47°57′19″N 26°58′04″E / 47.95534°N 26.96789°E | Încărcați imagine | Raportați eroare |
| 39818.07.01                              | Movila din Dealul din Fața Odăii de la Miron Costin / ansamblu anonim (Categorie: descoperire funerară) (Tip: Movilă)                                                     | sat Miron Costin, comuna Vlăsinești     | Movila din Dealul din Fața Odăii     |                                                             | O.L. Șovan 2009                                 | 47°56′37″N 26°58′28″E / 47.94365°N 26.97439°E | Încărcați imagine | Raportați eroare |
| 39818.08.01                              | Movila din Dealul Salciuc de la Miron Costin / ansamblu anonim (Categorie: descoperire funerară) (Tip: Movilă)                                                            | sat Miron Costin, comuna Vlăsinești     | Movila din Dealul Salciuc            |                                                             | O.L. Șovan 2009                                 | 47°58′21″N 26°57′32″E / 47.97263°N 26.95893°E | Încărcați imagine | Raportați eroare |
| 38651.22.01                              | Situl arheologic de la Miorcani-Iazul Mare / ansamblu anonim (Categorie: locuire) (Tip: așezare)                                                                          | sat Miorcani, comuna Rădăuți-Prut       | Iazul Mare                           | Sântana de Mureș - Cerneahov                                | prof. Arcadie Mihăiescu 1966                    | 48°10′44″N 26°51′17″E / 48.17884°N 26.85468°E | Încărcați imagine | Raportați eroare |
| 38651.22.02                              | Situl arheologic de la Miorcani-Iazul Mare / ansamblu anonim (Categorie: locuire) (Tip: Necropolă)                                                                        | sat Miorcani, comuna Rădăuți-Prut       | Iazul Mare                           | Sântana de Mureș - Cerneahov                                | prof. Arcadie Mihăiescu 1966                    | 48°10′44″N 26°51′17″E / 48.17884°N 26.85468°E | Încărcați imagine | Raportați eroare |
| 37645.07.01                              | Așezarea de tip Cucuteni de la Moara Jorii - La Rotaru și Chirilă / ansamblu anonim (Categorie: locuire) (Tip: Așezare deschisă)                                          | sat Moara Jorii, comuna Hănești         | La Rotaru și Chirilă                 | Cucuteni                                                    | N. Zaharia, Em. Zaharia și F. Aprotosoaie 1972  | 47°54′06″N 27°01′03″E / 47.90173°N 27.01745°E | Încărcați imagine | Raportați eroare |
| 37967.16.01                              | Movila Hrițeni VI de la Manoleasa / ansamblu anonim (Categorie: descoperire funerară) (Tip: Movilă)                                                                       | sat Manoleasa, comuna Manoleasa         | Movila Hrițeni VI                    |                                                             | N. Zaharia, Em. Zaharia și F. Aprotosoaie 1972  | 47°59′37″N 27°05′38″E / 47.99353°N 27.09384°E | Încărcați imagine | Raportați eroare |
| 37967.16.02                              | Movila Hrițeni VI de la Manoleasa / ansamblu anonim (Categorie: descoperire funerară) (Tip: Movilă)                                                                       | sat Manoleasa, comuna Manoleasa         | Movila Hrițeni VI                    | sarmatică                                                   | N. Zaharia, Em. Zaharia și F. Aprotosoaie 1972  | 47°59′37″N 27°05′38″E / 47.99353°N 27.09384°E | Încărcați imagine | Raportați eroare |
| 38330.13.01                              | Movila Maftioaia de la Mileanca / ansamblu anonim (Categorie: descoperire funerară) (Tip: Movilă)                                                                         | sat Mileanca, comuna Mileanca           | Movila Maftioaia                     |                                                             | M. Țurcănașu și Simion I. Maftei 1969           | 48°06′06″N 26°41′22″E / 48.10167°N 26.68943°E | Încărcați imagine | Raportați eroare |